# Entramat
L'entramat és un mètode de construcció en el qual l'estructura de càrrega de l'obra és un esquelet de fusta, sovint de roure o pi per la seva resistència a la intempèrie, sense parets mestres.
Els trams interns s'omplen de materials diversos, segons la disponibilitat i els costums locals: teixit de vímet estucat de guix, d'argila, de bonyiga i palla i més tard també maons. Per a una mateixa capacitat portadora, el fustam compensa la feblesa de l'argamassa i permet construir parets menys gruixudes i amb menys maons que les que es fan només de maons.

## L'entramat de fusta tradicional

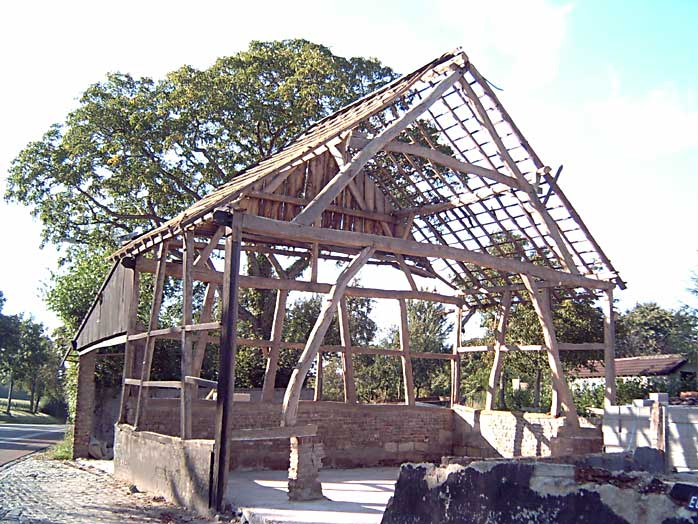
Entramat despullat a Eckelrade (Països Baixos)

L'edifici de fusta tradicional es fa a partir d'un esquelet de quadrats de roure o de pi fixats per unions encadellades que, de tant en tant, completa una biga obliqua per assegurar la rigidesa del conjunt. Sovint es posa sobre una base de pedres per a protegir el fustam contra el podriment. De vegades s'insereixen més peces obliqües de les necessàries estructuralment per raons de simetria o decoratives. Amb entramat de fusta s'han realitzat gran varietat d'edificis, des dels més senzills als més prestigiosos: cases de poble o de ciutat, masies, graners, escoles, esglésies, castells, ajuntaments...

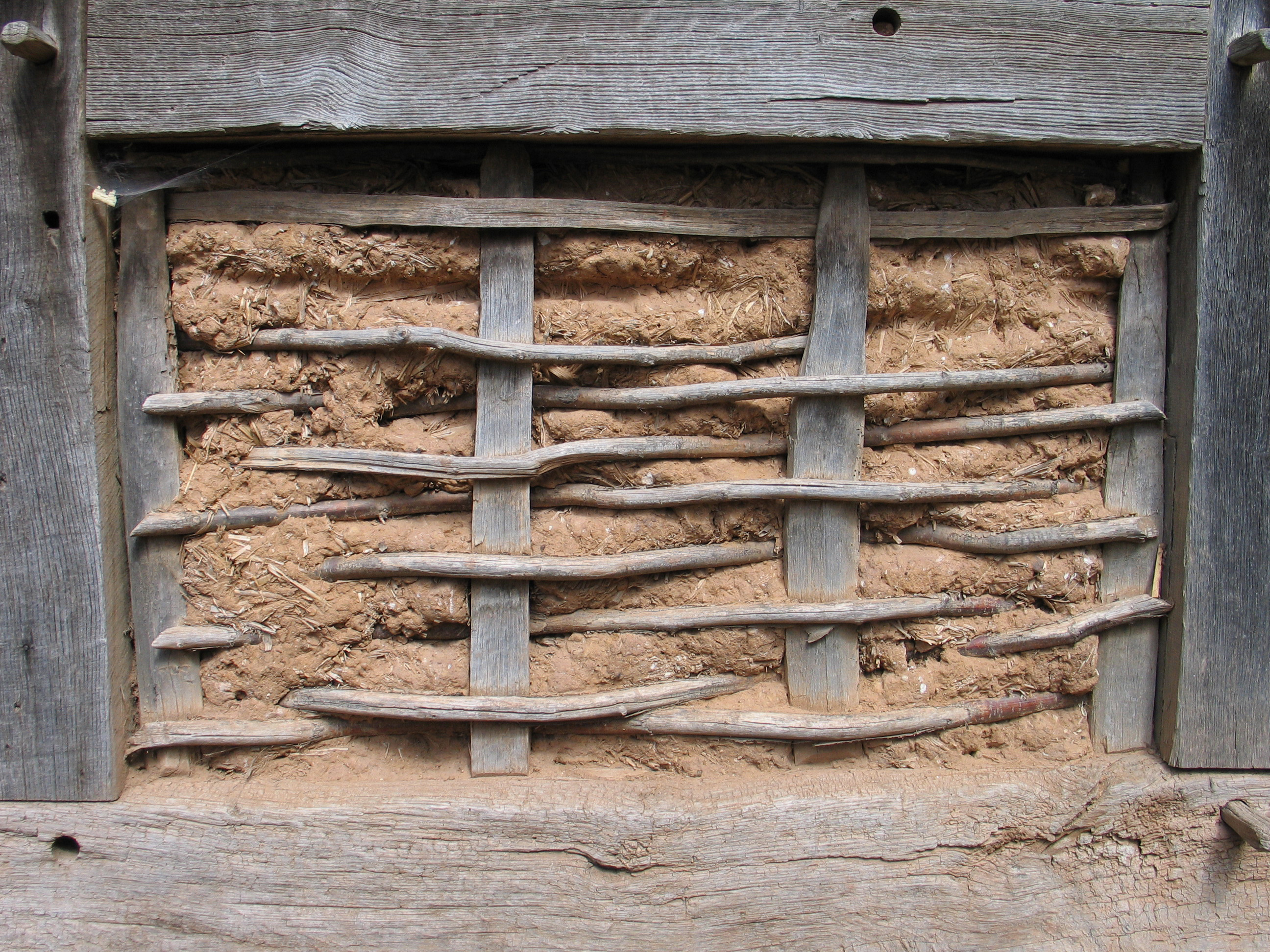
Obturació amb vímet i argila
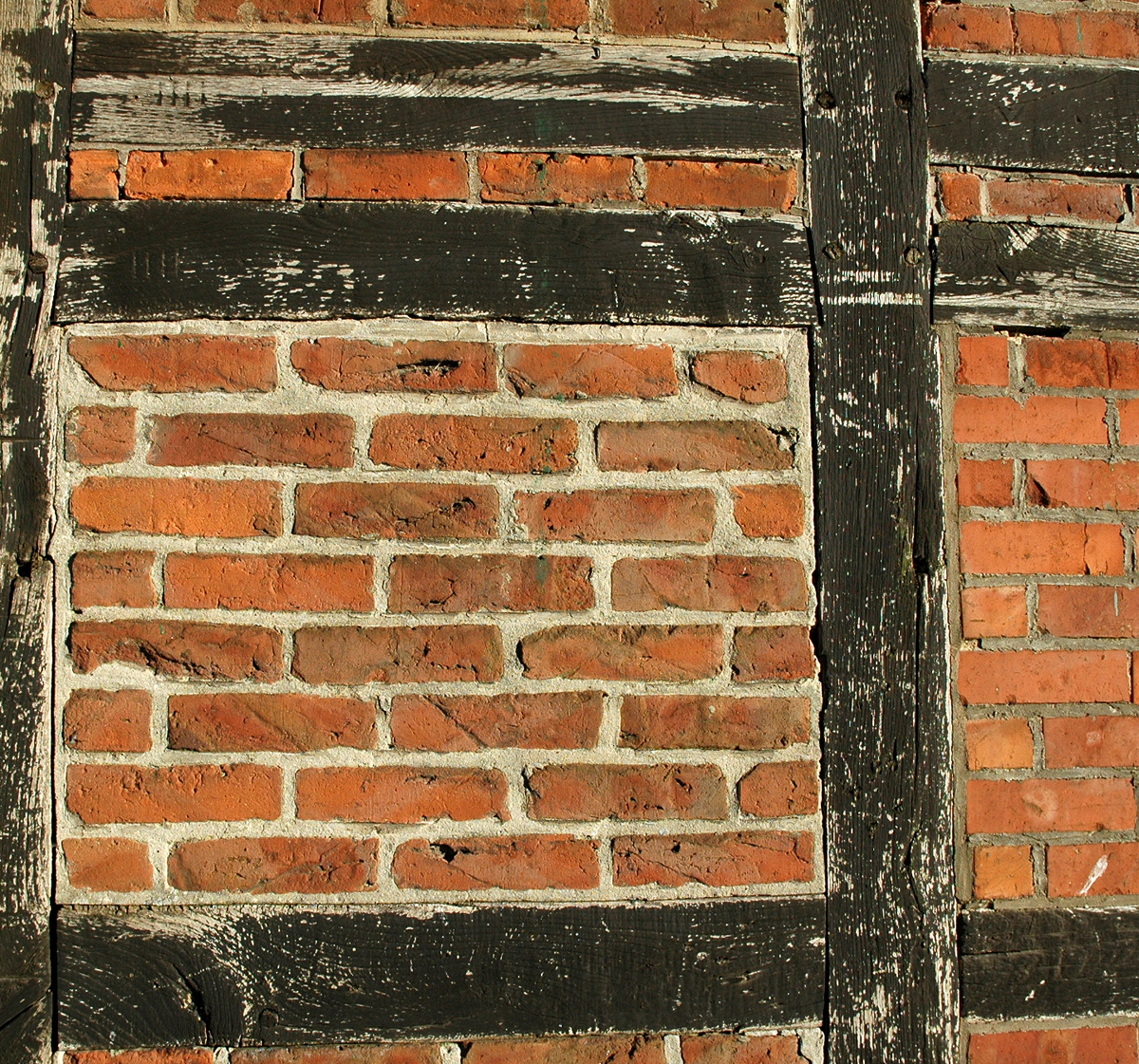
Obturació amb maons
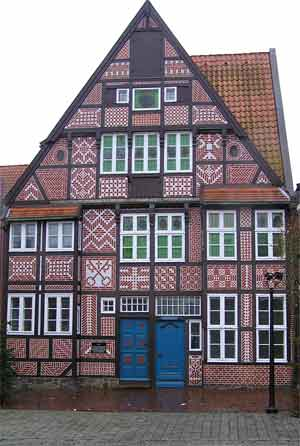
Obturació amb maons amb motius decoratius a Buxtehude
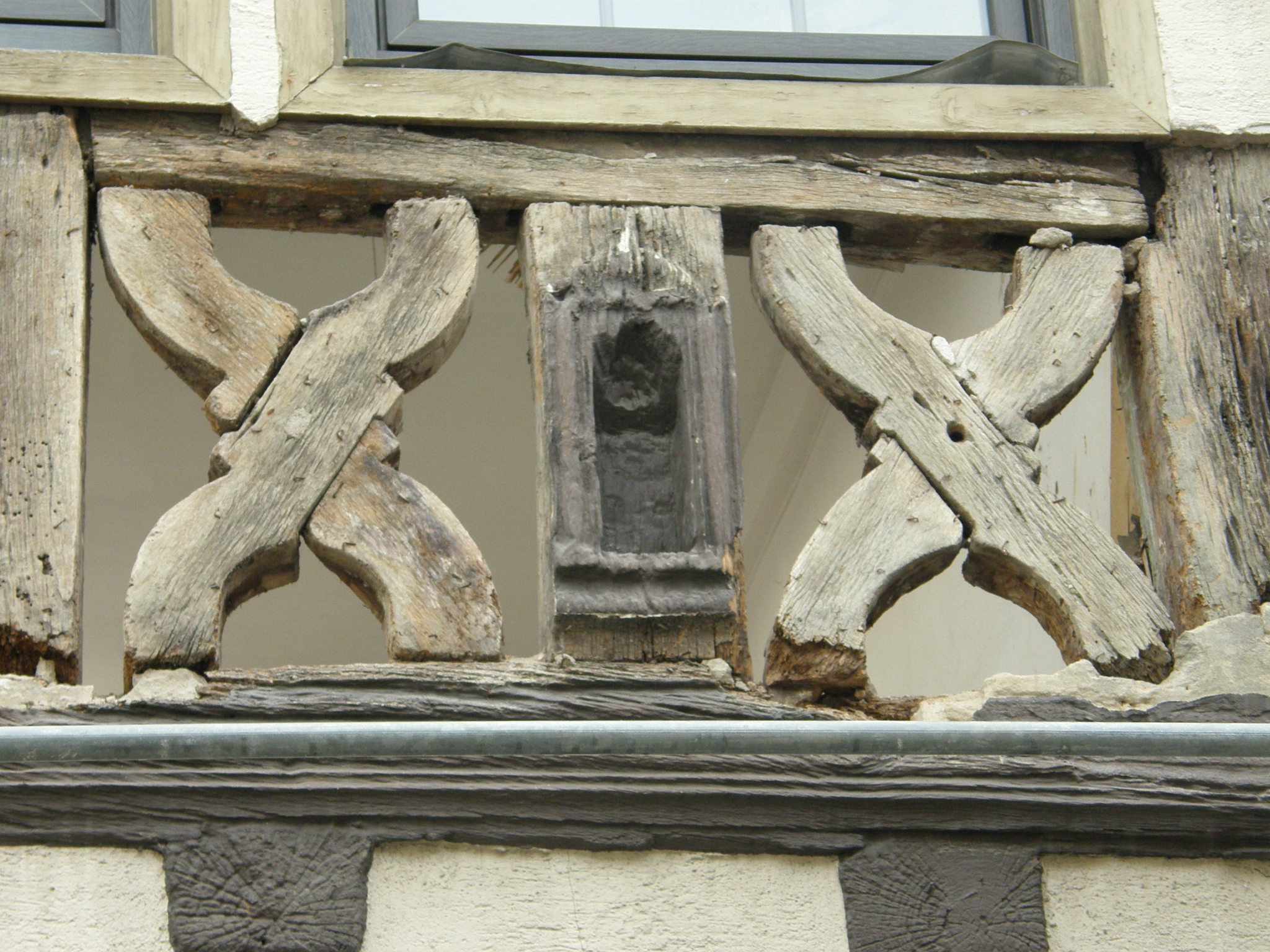
Travessa en forma de sautor
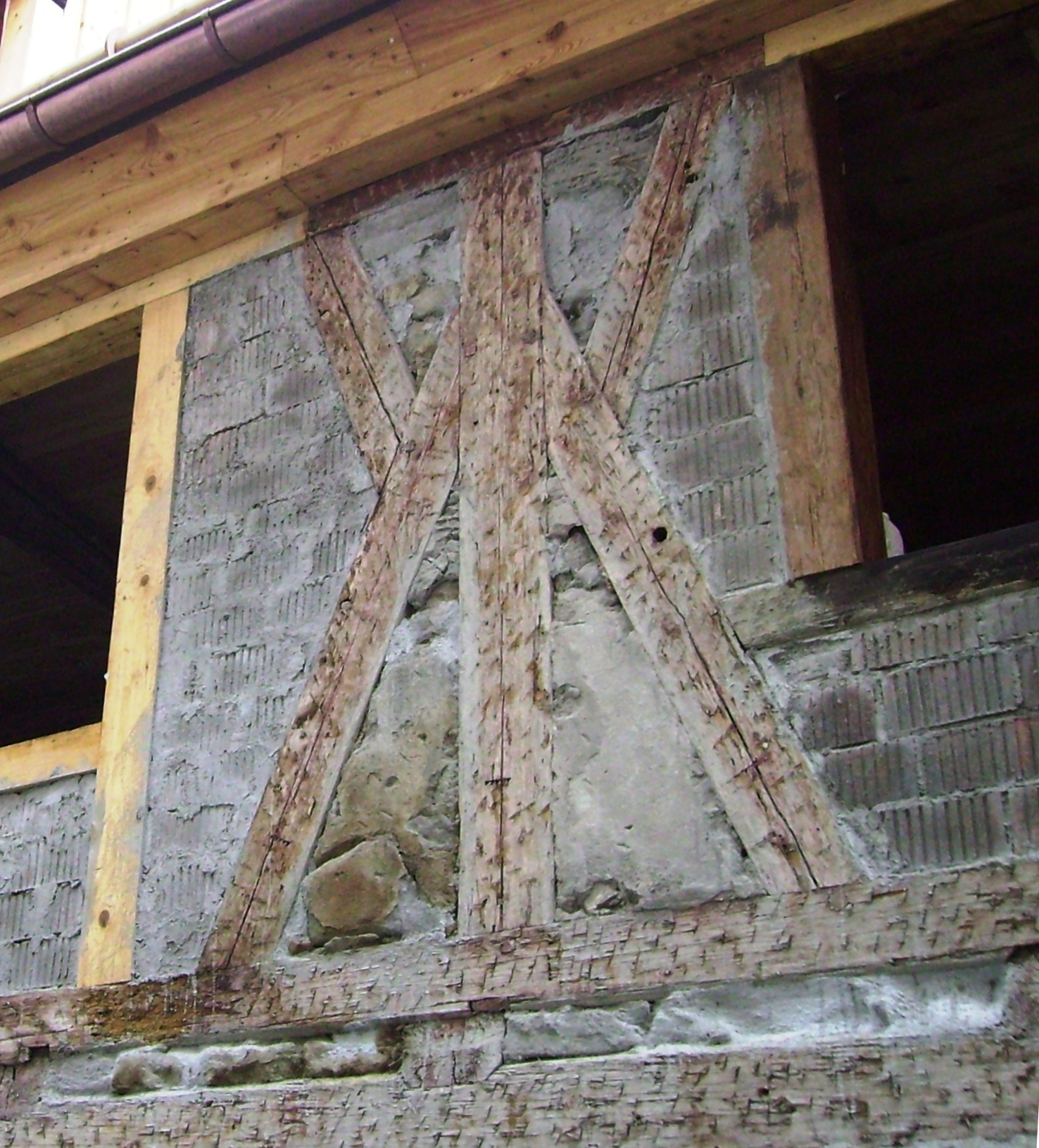
Motiu de l'home salvatge
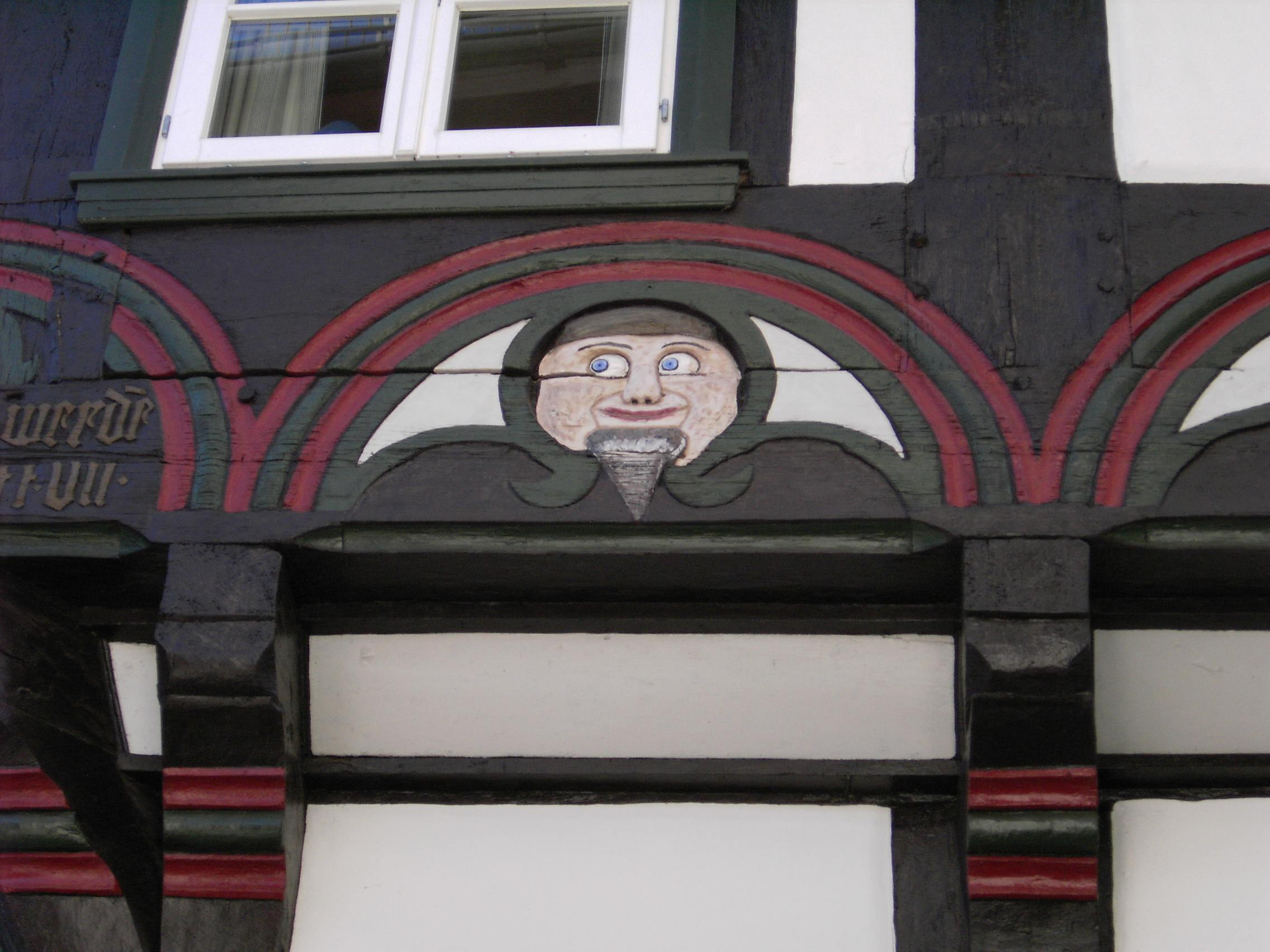
Detall policromat de la Casa del pa (Brodhuus) a Einbeck
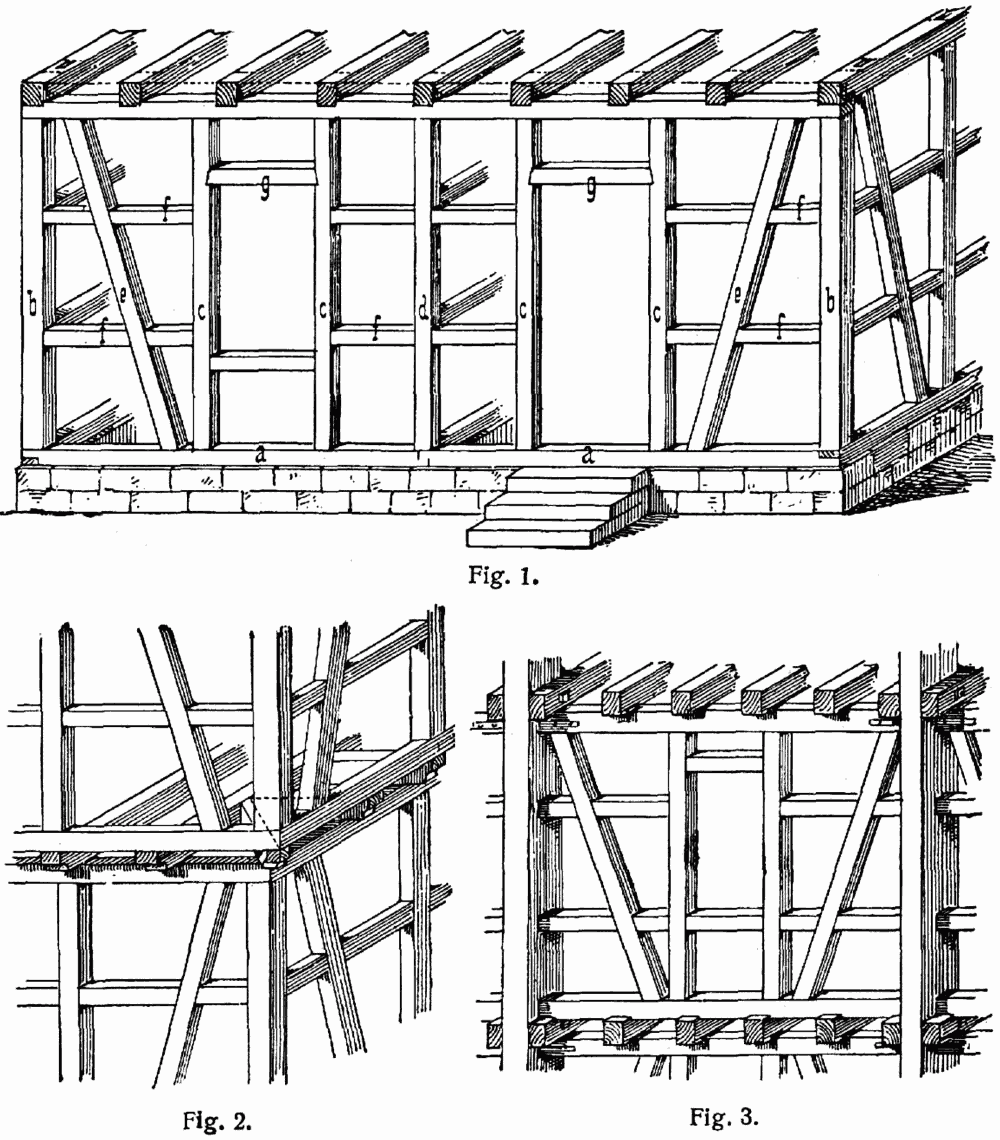
Disseny de construcció

Del mas de camperol, el temple maçònic cap a l'ajuntament prestigiós

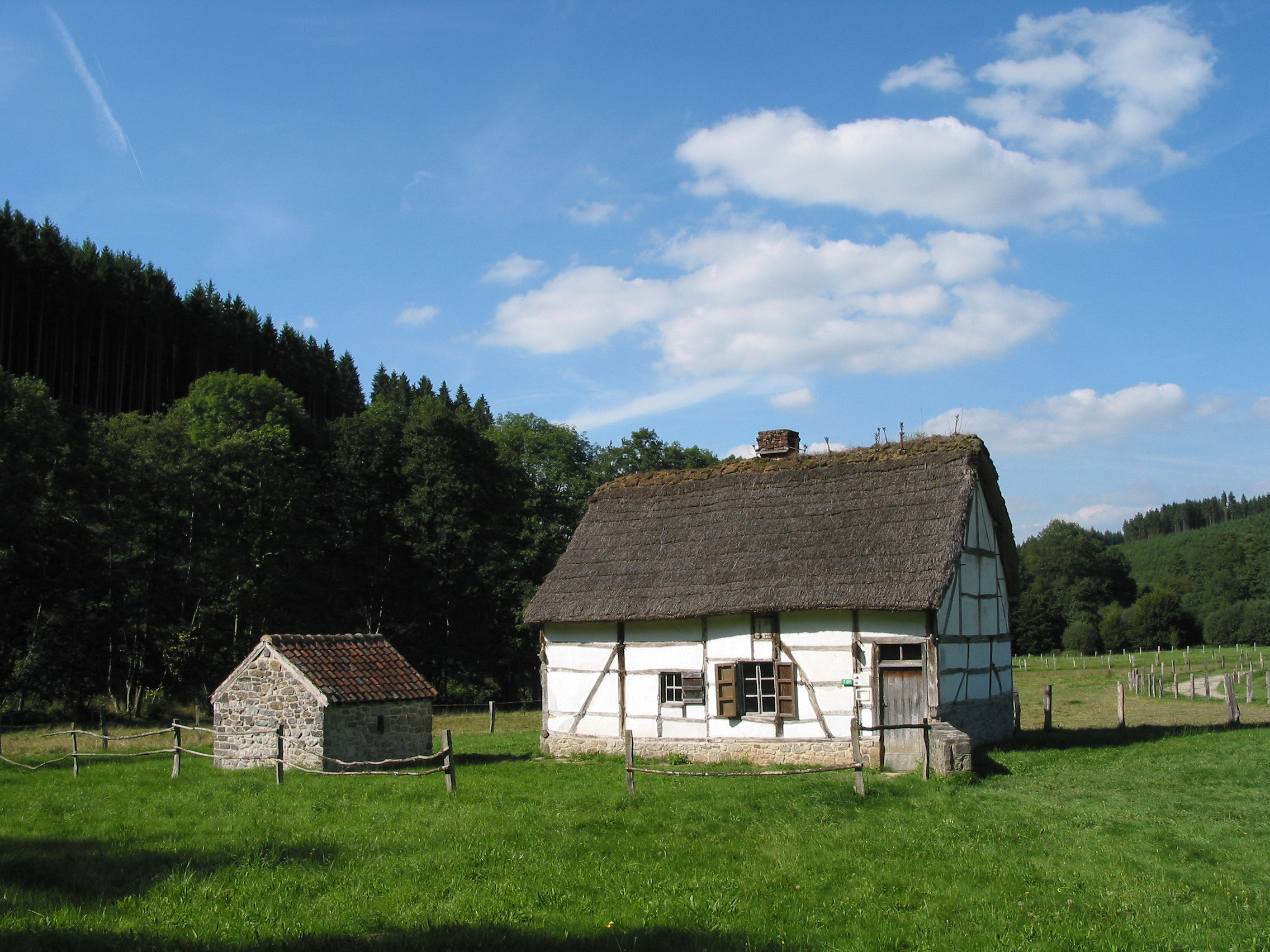
Casa de camperol (Bèlgica)
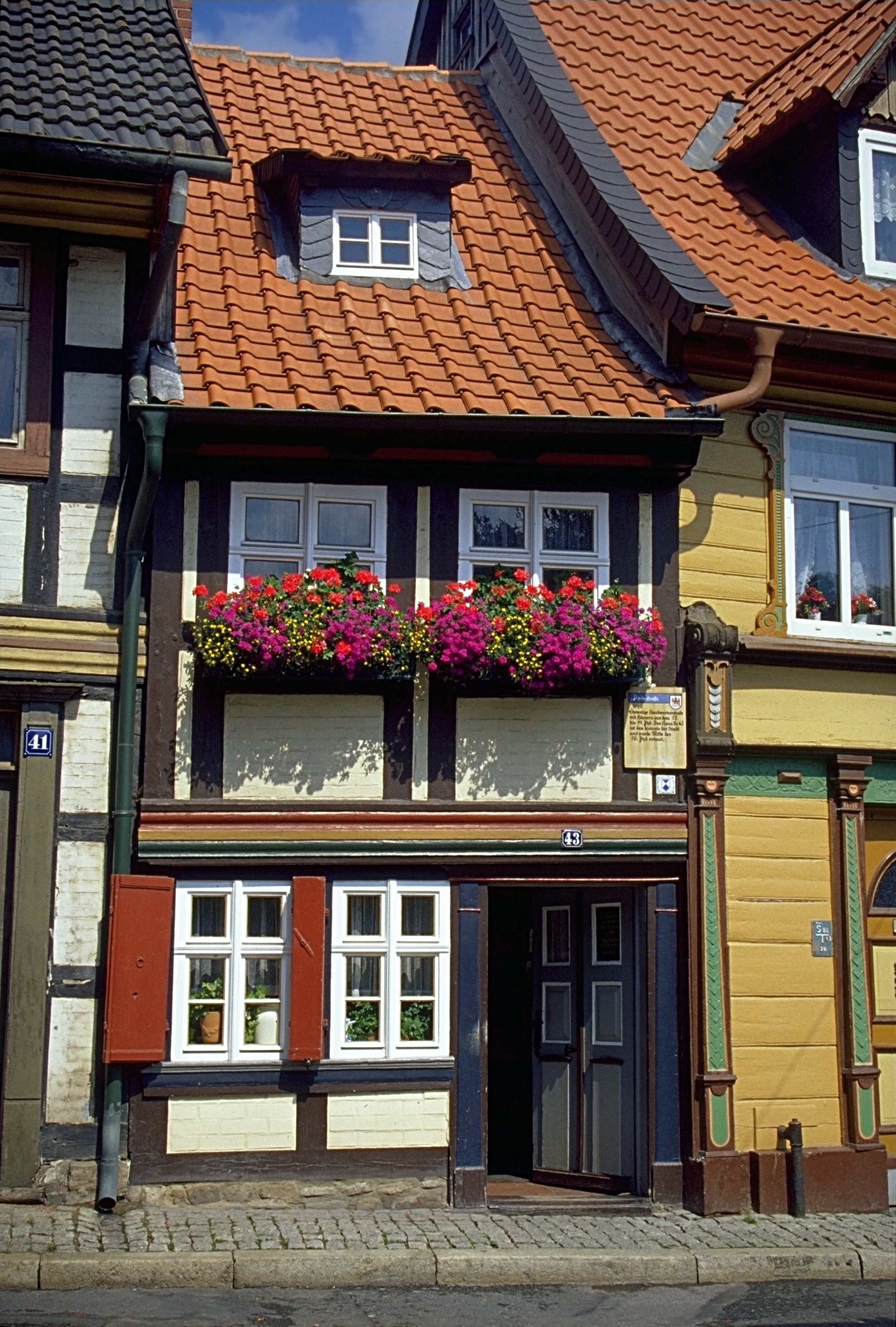
Casa modesta a Wernigerode (Alemanya)
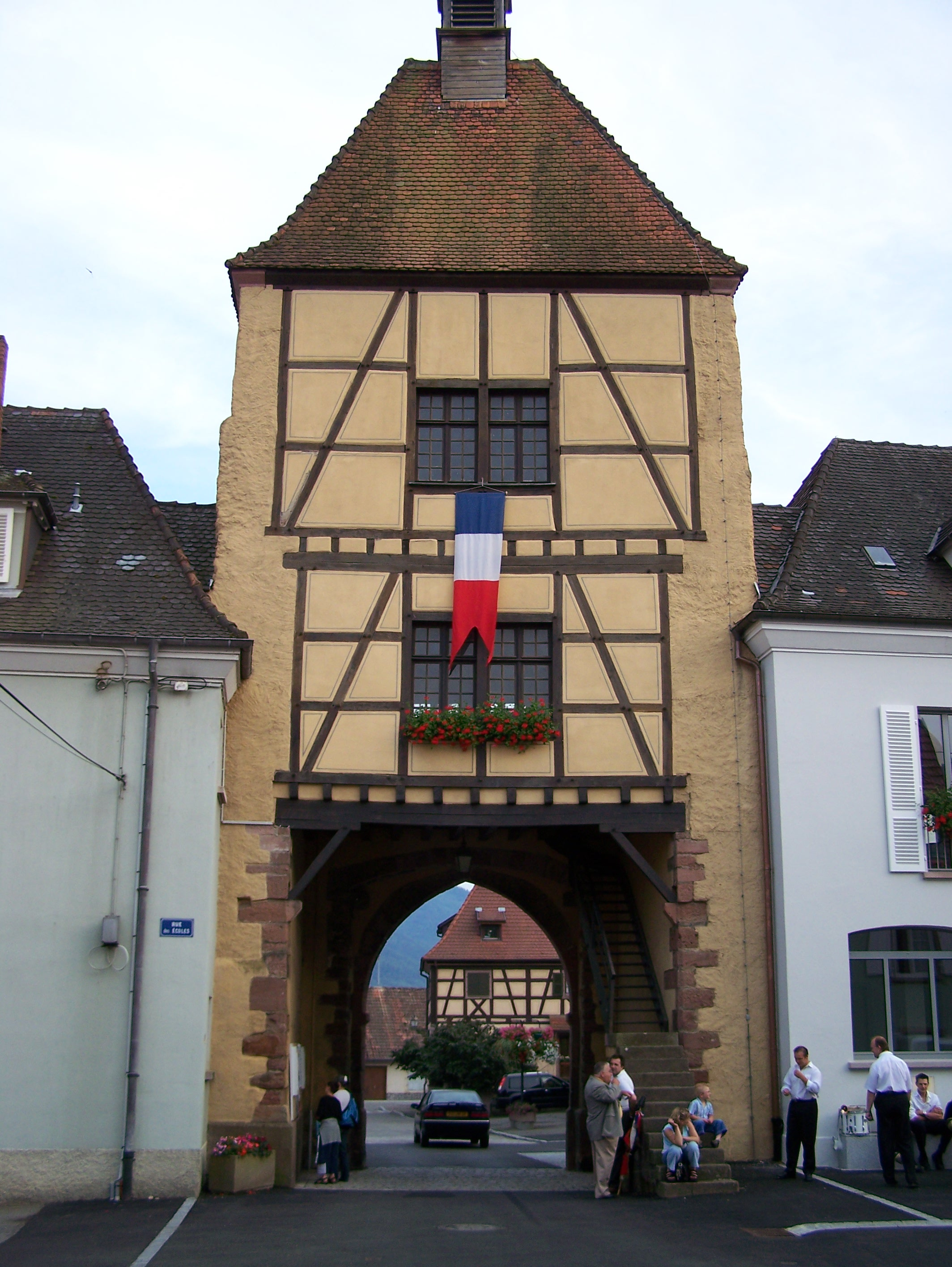
Porta fortificada de la ciutat Wihr ím Dàl (França)
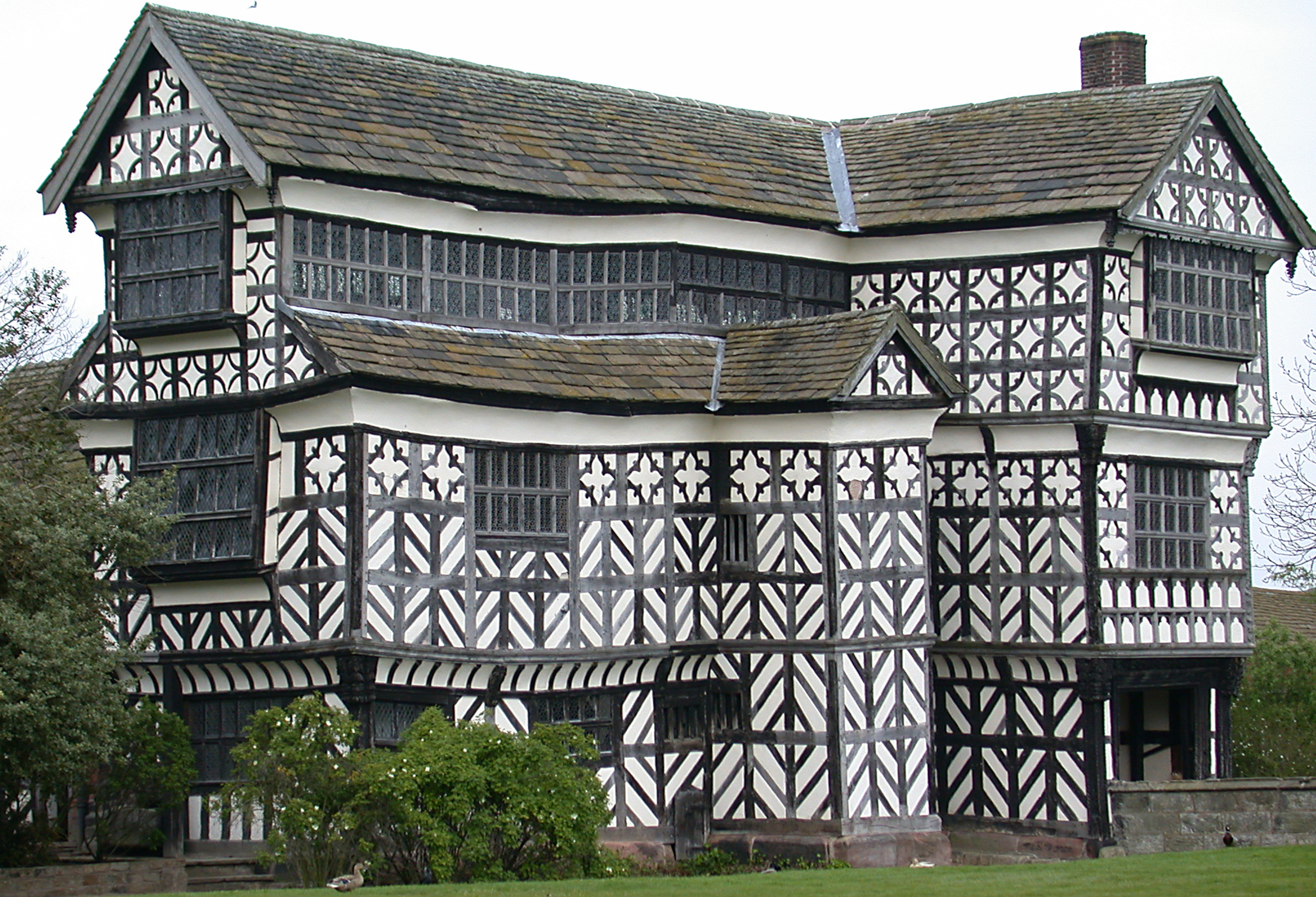
Castell de Little Moreton (Anglaterra)
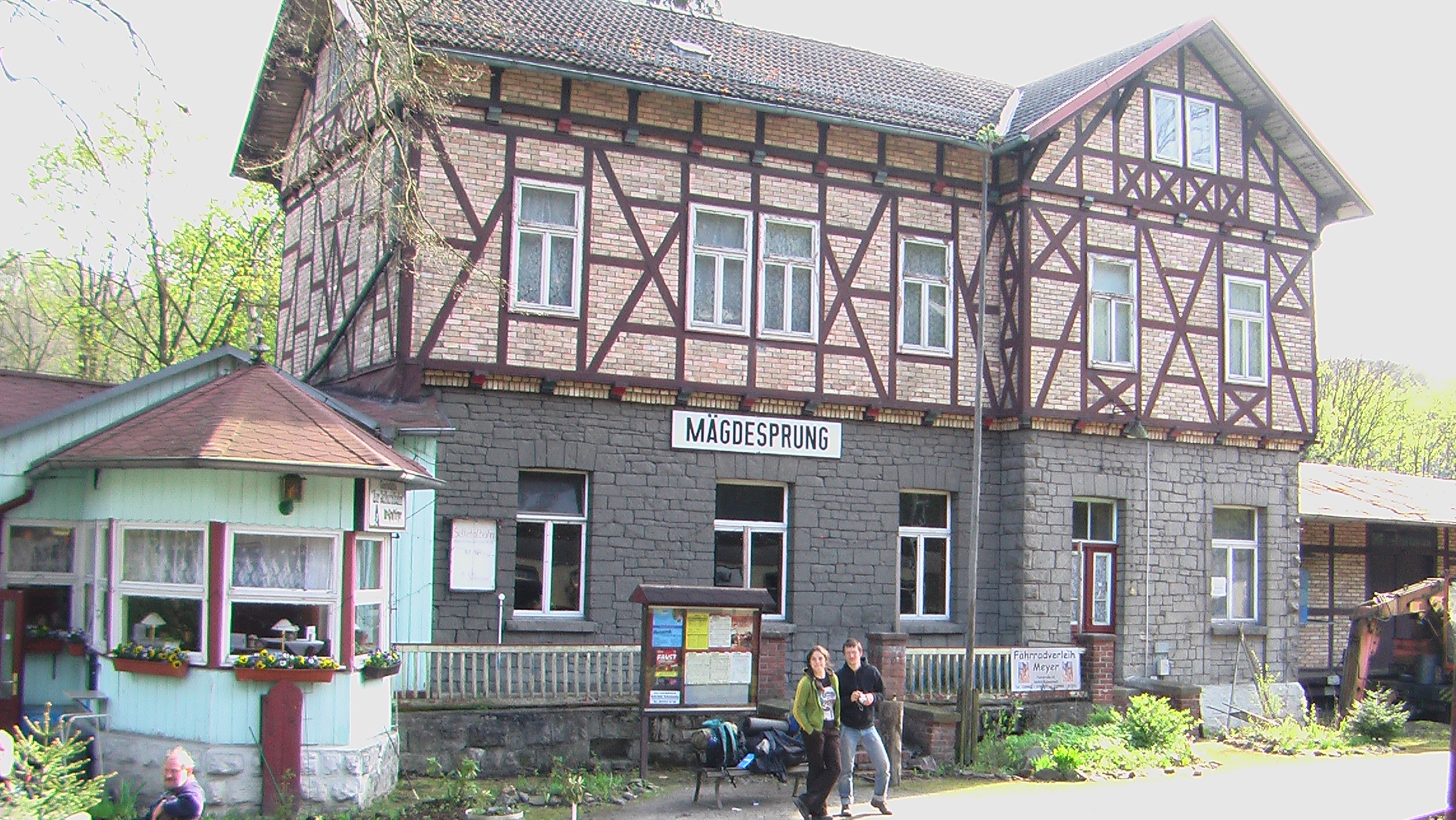
Estació de Wernigerode (Alemanya)
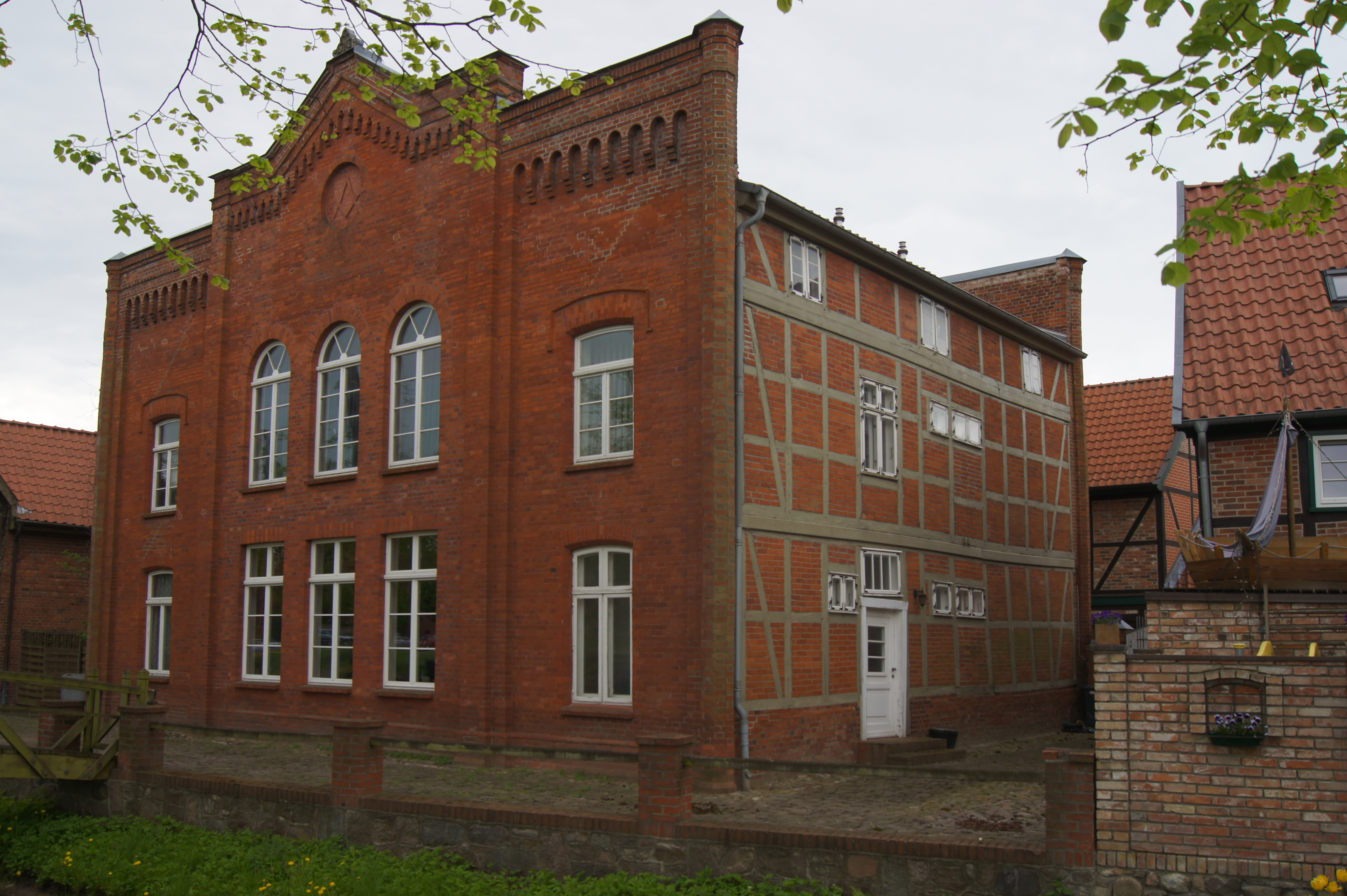
Temple maçònic de Vesta a les tres Torres a Boizenburg d'Elba
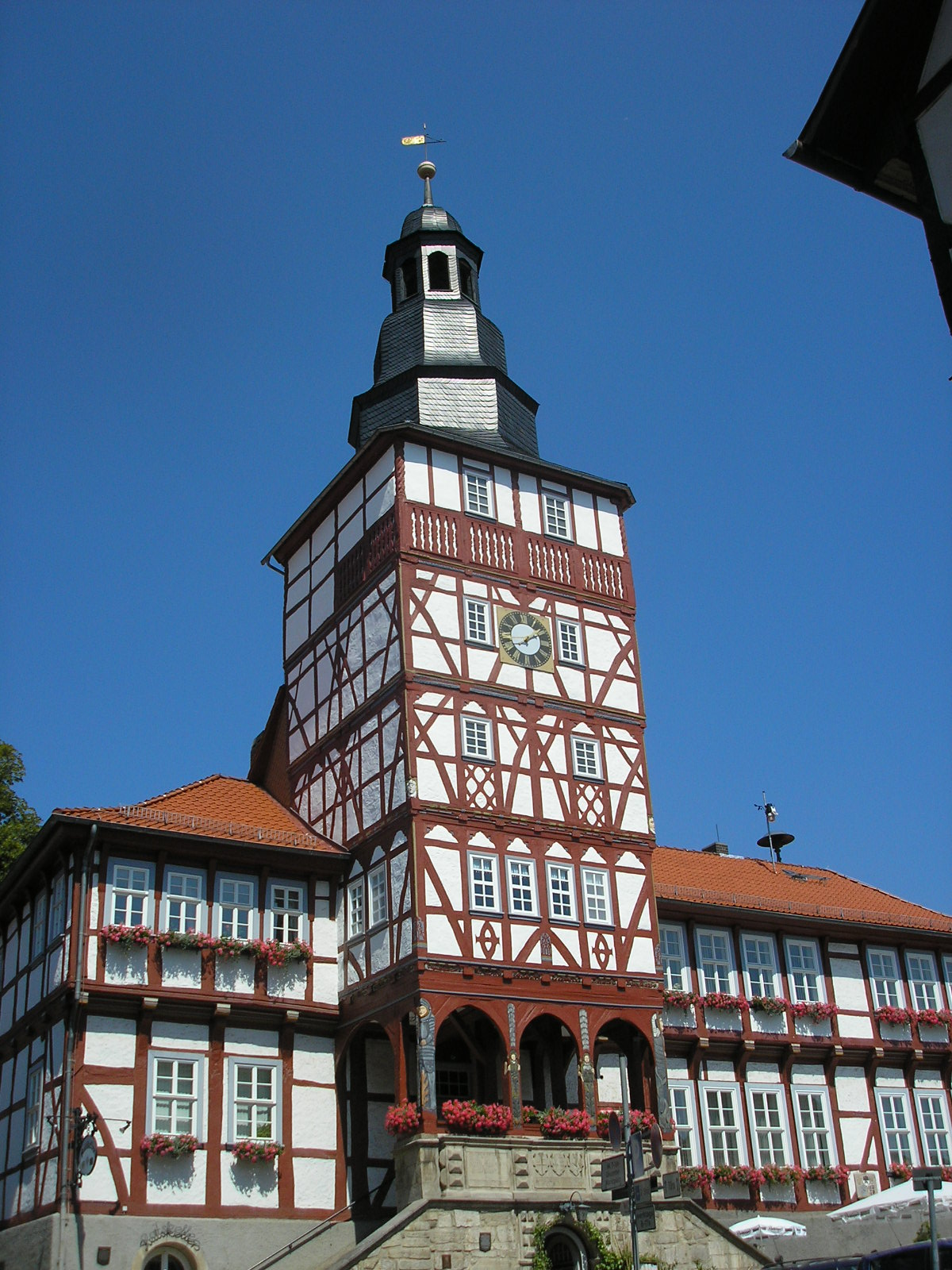
Casa de la vila de Treffurt (Alemanya)

## Orígens i futur

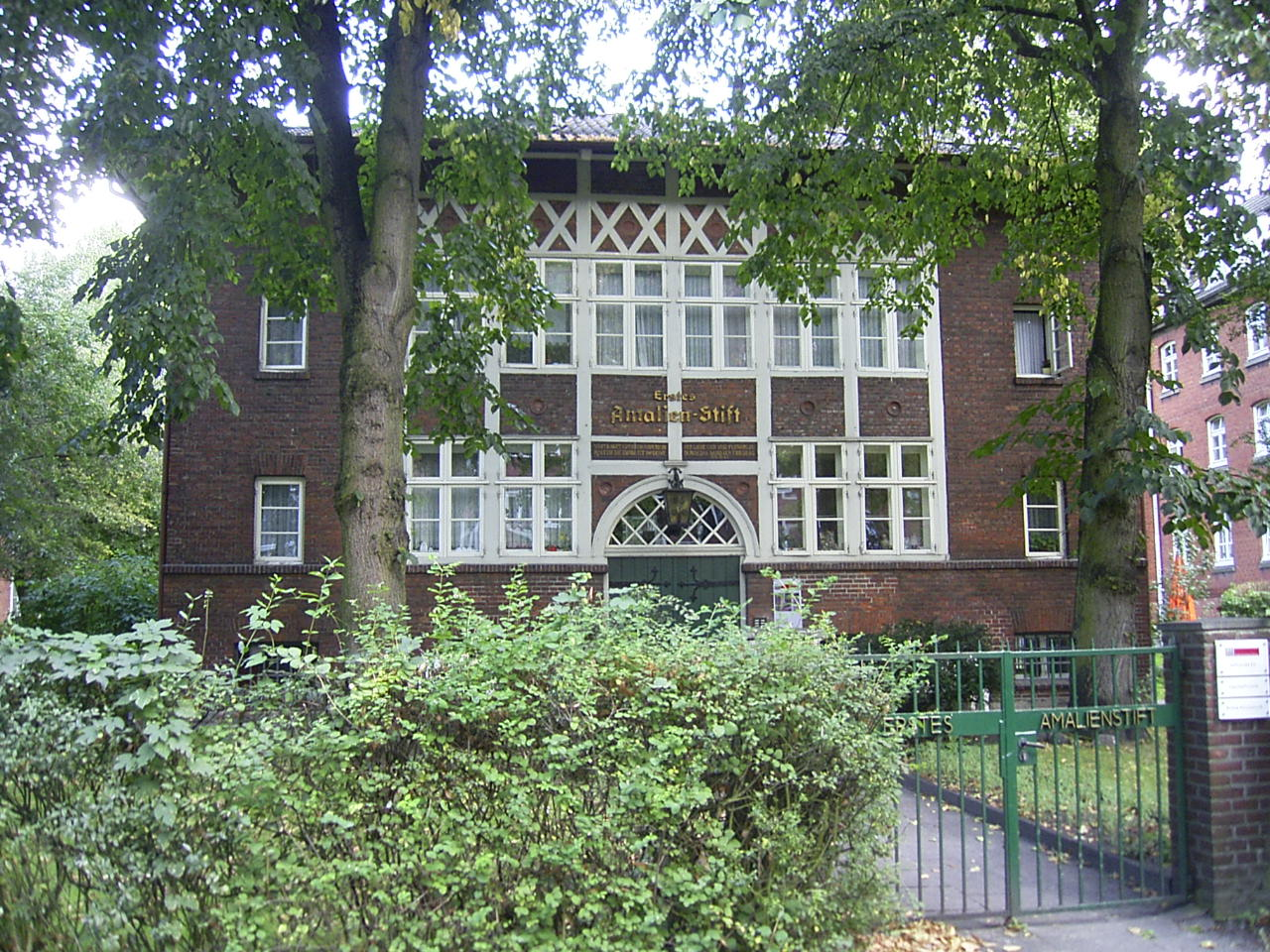
La fundació Amalia Sieveking a Sankt Georg, una reinterpretació romàntica de la tècnica per l'arquitecte Alexis de Chateauneuf (1839)

S'han trobat restes d'edificis amb entramat de fusta de més d'uns 8500 anys a Çatal Hüyük a Turquia i de menys antigues, de les civilitzacions de Micenes i de l'antiga Roma. A l'inventari de les tècniques de construcció de Vitruvi la tècnica és llistada com a opus graticium. A Anglaterra i Escòcia les restes més antigues localitzades daten del Neolític. Els edificis més significatius amb entramat de fusta es troben principalment a Europa occidental i central, en especial els que van des de l'edat mitjana fins a la fi del segle xviii. Per contra, a la conca mediterrània n'hi ha molt pocs.

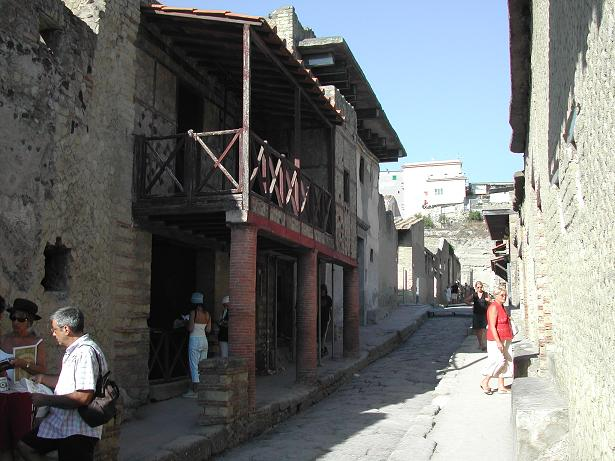
Casa d'opus graticium al jaciment arqueològic romà d'Herculà del

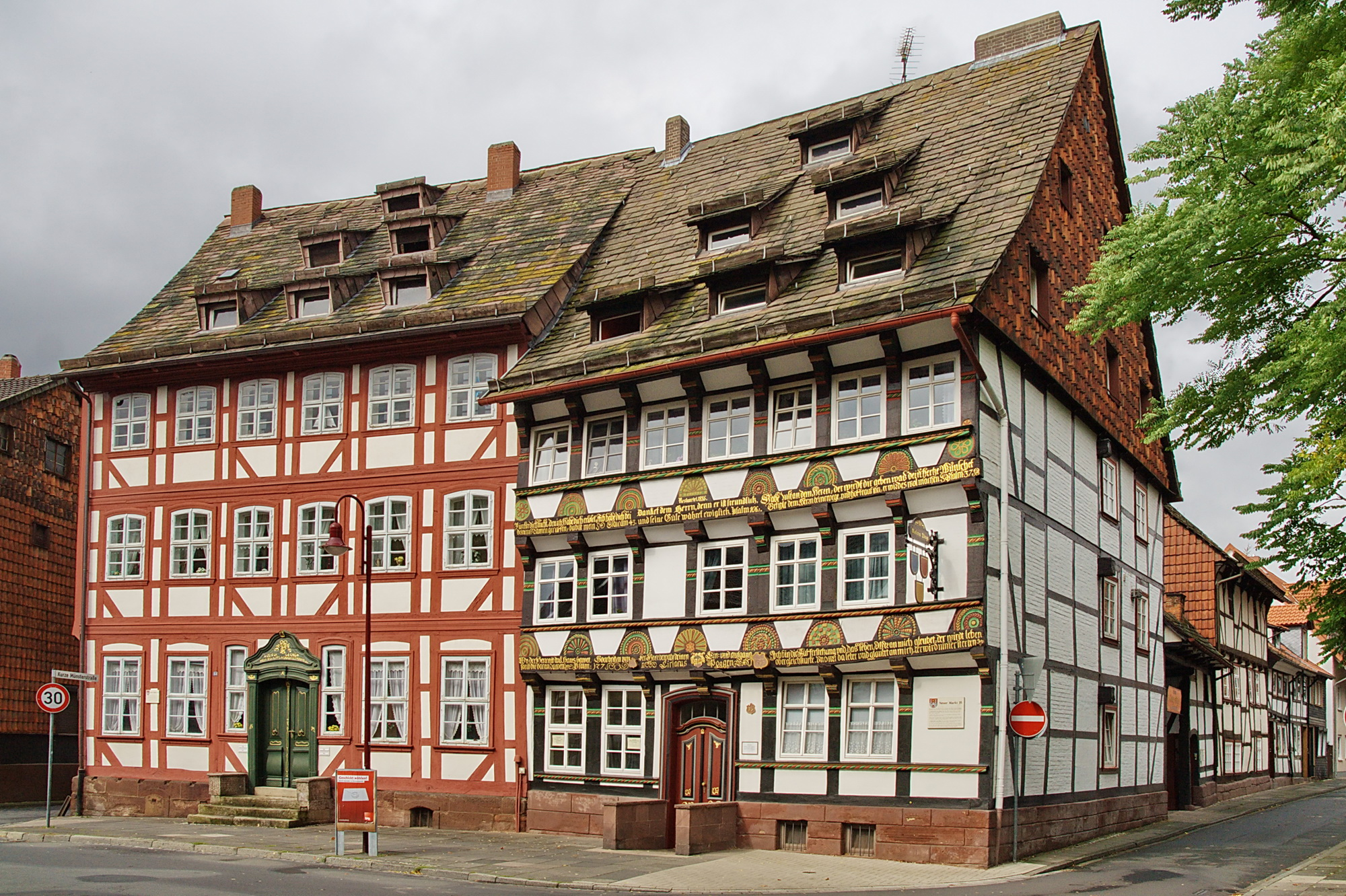
Una casa rococó i una del renaixement a Einbeck (Alemanya)

Aquest mètode de construcció es va fer en paral·lel a la construcció amb pedra natural i maons, dos materials considerats més segurs en cas d'incendi, però més cars i més difícils de tractar. L'ús de l'entramat de fusta va tenir un gran èxit fins a l'aparició del morters a base de ciment, ja que anteriorment els conglomerants eren massa febles per prescindir d'aquesta estructura. Tot i així, diverses grans catàstrofes, com per exemple el gran incendi de Londres (1666), van fer que certes autoritats prohibissin la fusta com a material de construcció principal. A més, des del segle xix, la desforestació va fer que la fusta s'encarís molt i, per contra, la industrialització començava a oferir materials alternatius, alguns de nous i d'altres de tradicionals, però molt menys cars, com el maó. Tots aquests factors van contribuir a l'ocàs de l'entramat. La invenció del ciment va obrir noves perspectives. Els arquitectes van preferir les estructures d'acer i al segle XX les estructures de formigó armat amb els quals poden aconseguir alçades molt superiors. Durant la segona meitat del segle xix, però, el romanticisme a l'Alemanya i el moviment Tudor Revival Architecture al Regne Unit van oferir un renaixement a l'entramat de fusta que li va permetre sobreviure.
Des de la fi del segle XX torna a estar de moda gràcies a la tendència d'utilitzar materials renovables. Cal afegir, que la fusta té una capacitat d'aïllament sense ponts tèrmics molt superior a la de l'acer i del formigó. Els projectes amb bigues de fusta laminada encolada permeten construir grans arcades. També la inseguretat en cas d'incendi s'ha relativitzat: en la majoria dels casos, en un incendi l'estructura de fusta manté la seva rigidesa molt més temps que l'acer, que es fon, o que el formigó armat, que es trenca ràpidament en condicions de temperatura extrema, i, per tant, permet més de temps per a l'evacuació.

## Variants locals

### Alemanya
Alemanya és coneguda per la seva abundància en cases, masos i edificis públics, sovint decorats molt ricament amb policromia i pa d'or. Els centres històrics de ciutats com Einbeck, al nord, o Dinkelsbühl, al sud, són fets quasi totalment d'entramat de fusta. S'ha creat un itinerari turístic, el circuit alemany de l'entramat de fusta (Deutsche Fachwerkstraße), que connecta desenes ciutats i pobles interessants del sud al nord del país.

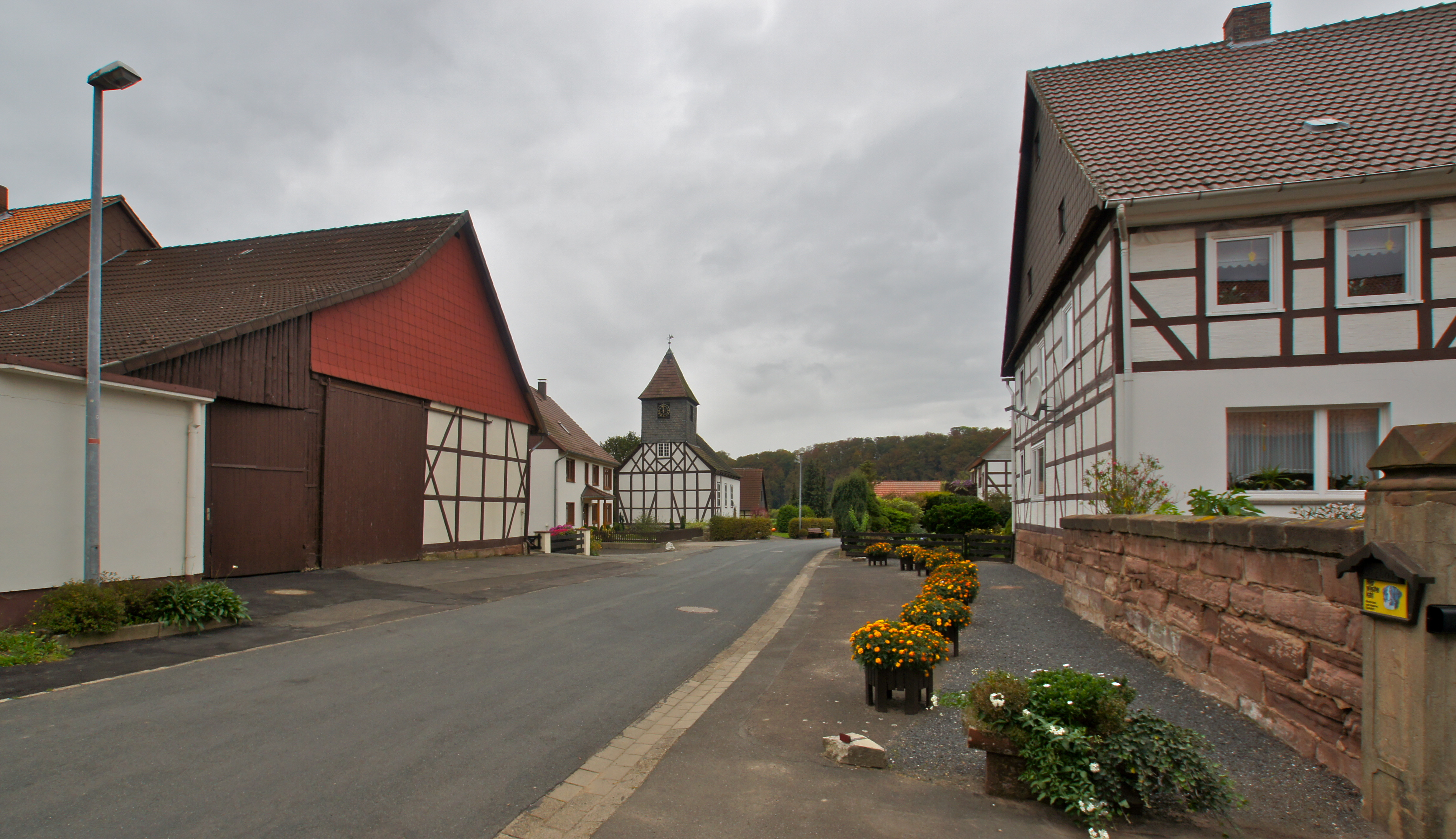
Conjunt amb església i cases a Olxen (Kreiensen)
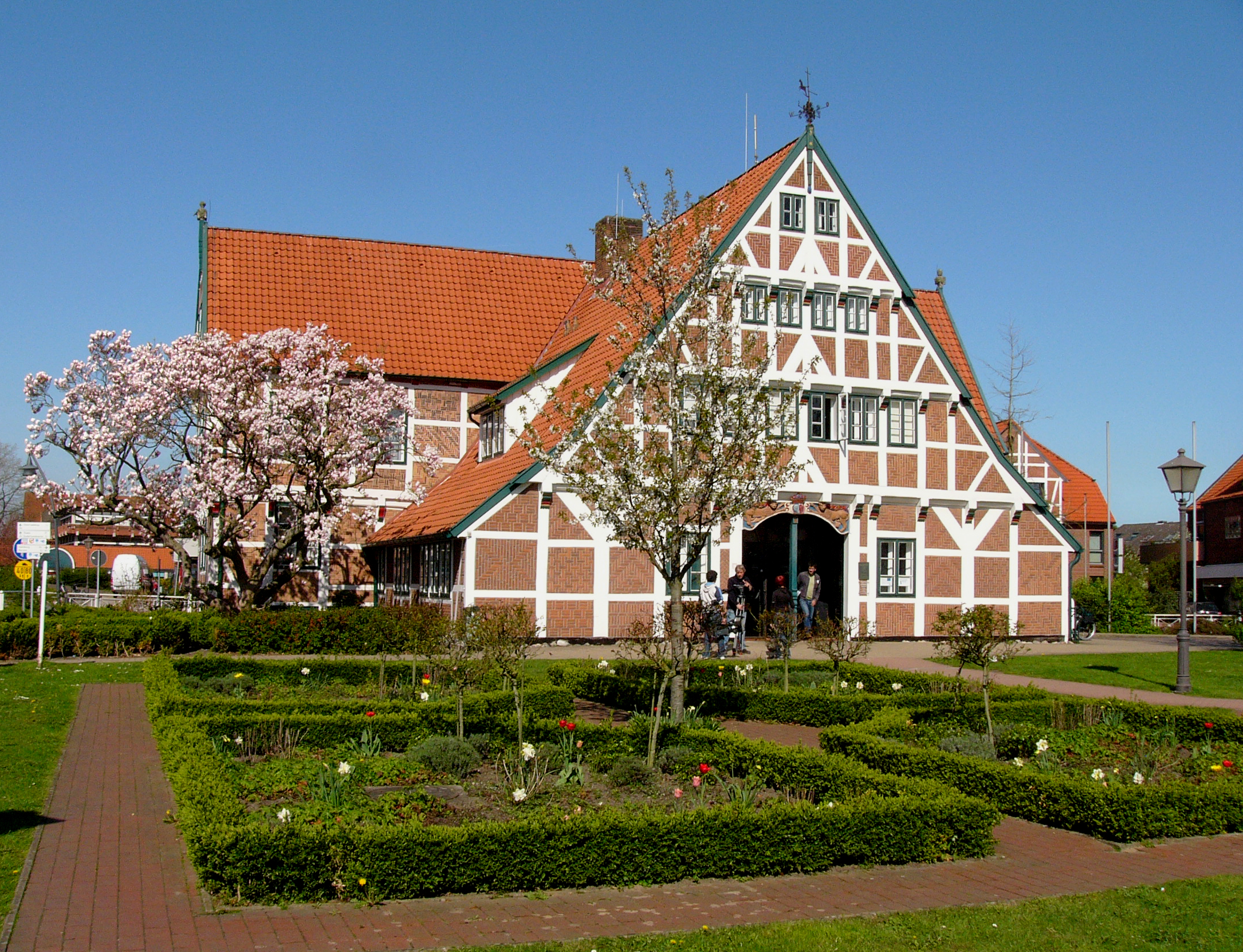
Casa de la vila de Jork
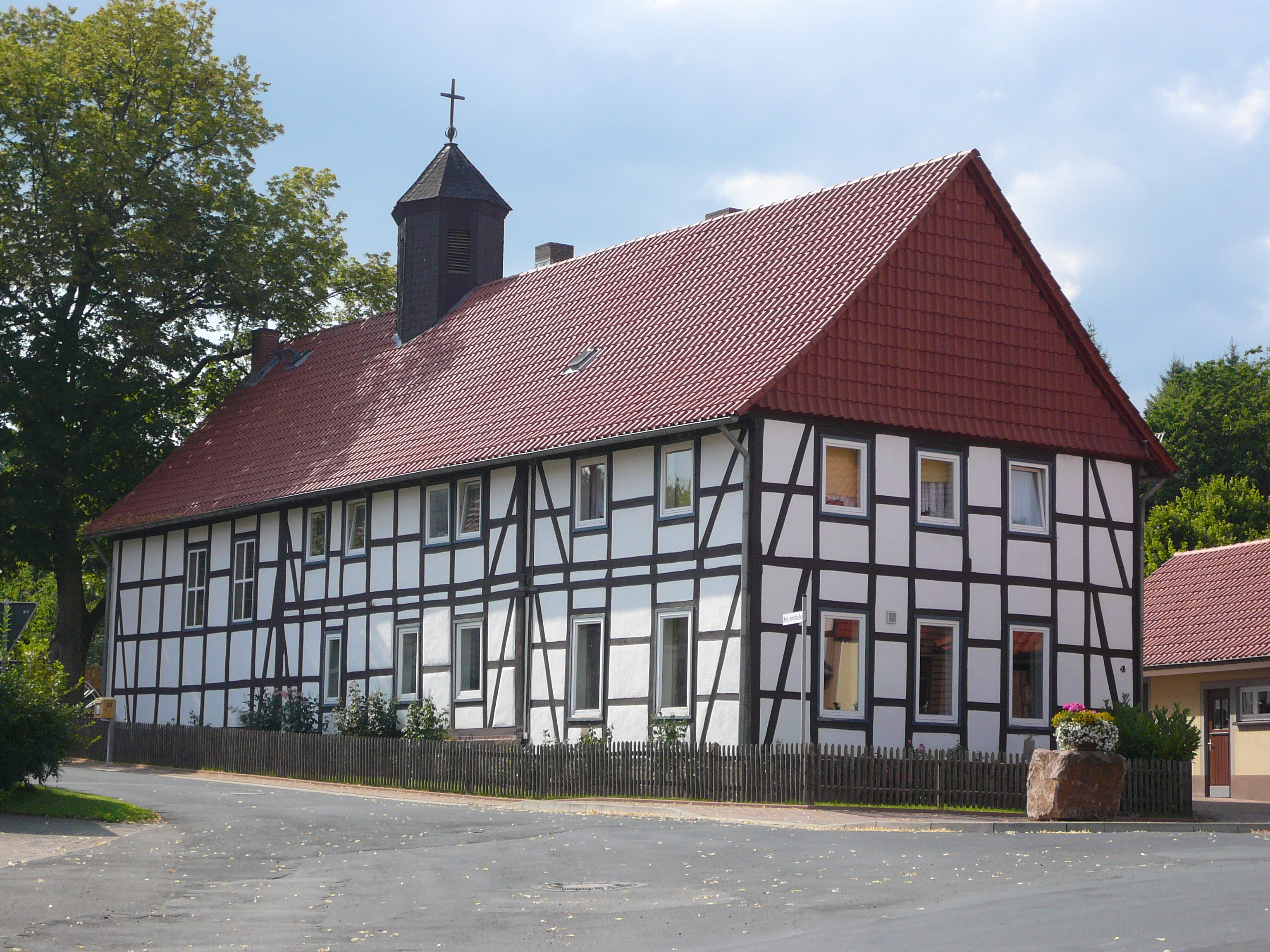
Església i escola d'Espol (Hardegsen)
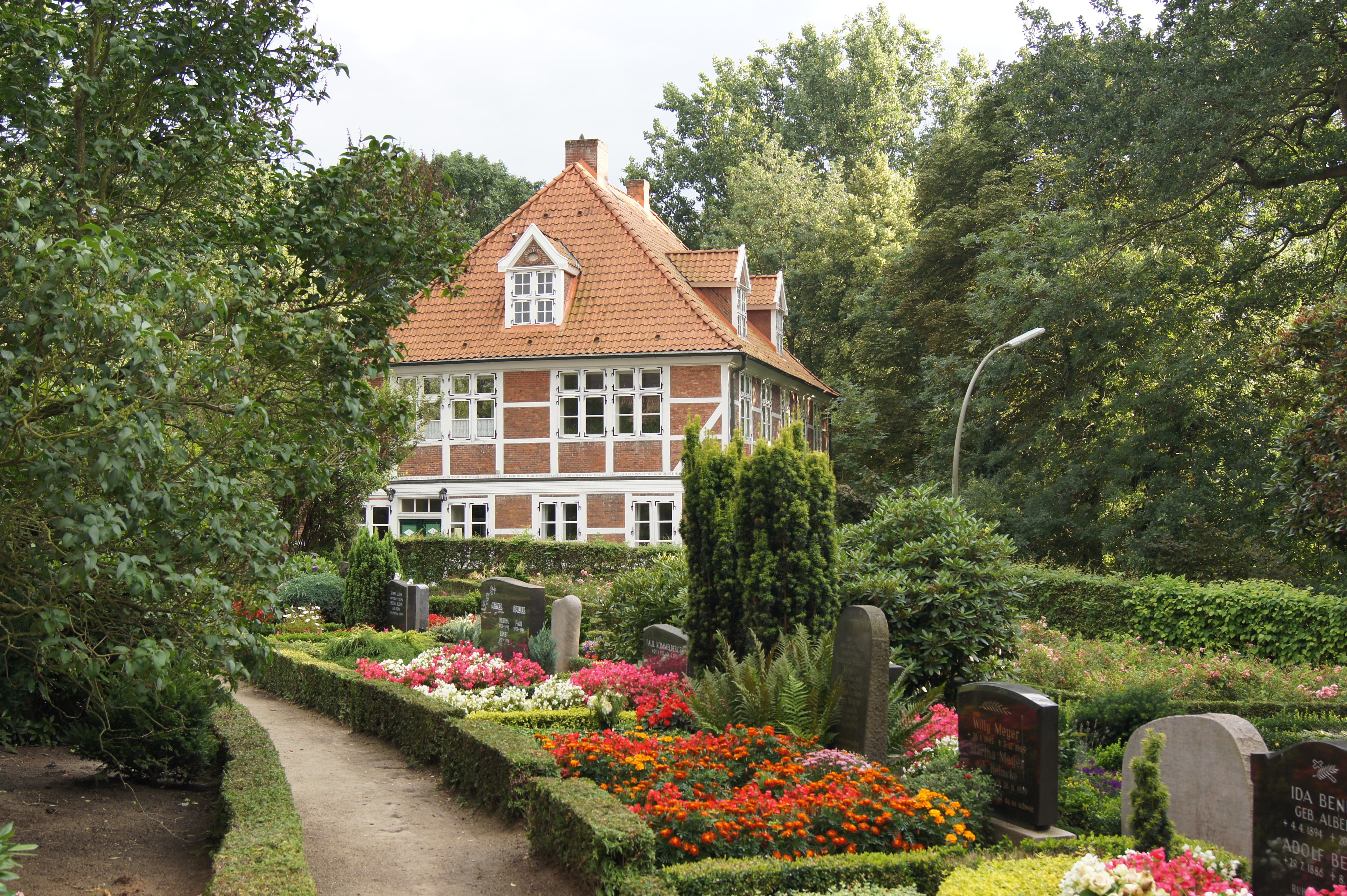
La rectoria d'Ochsenwerder (Hamburg)
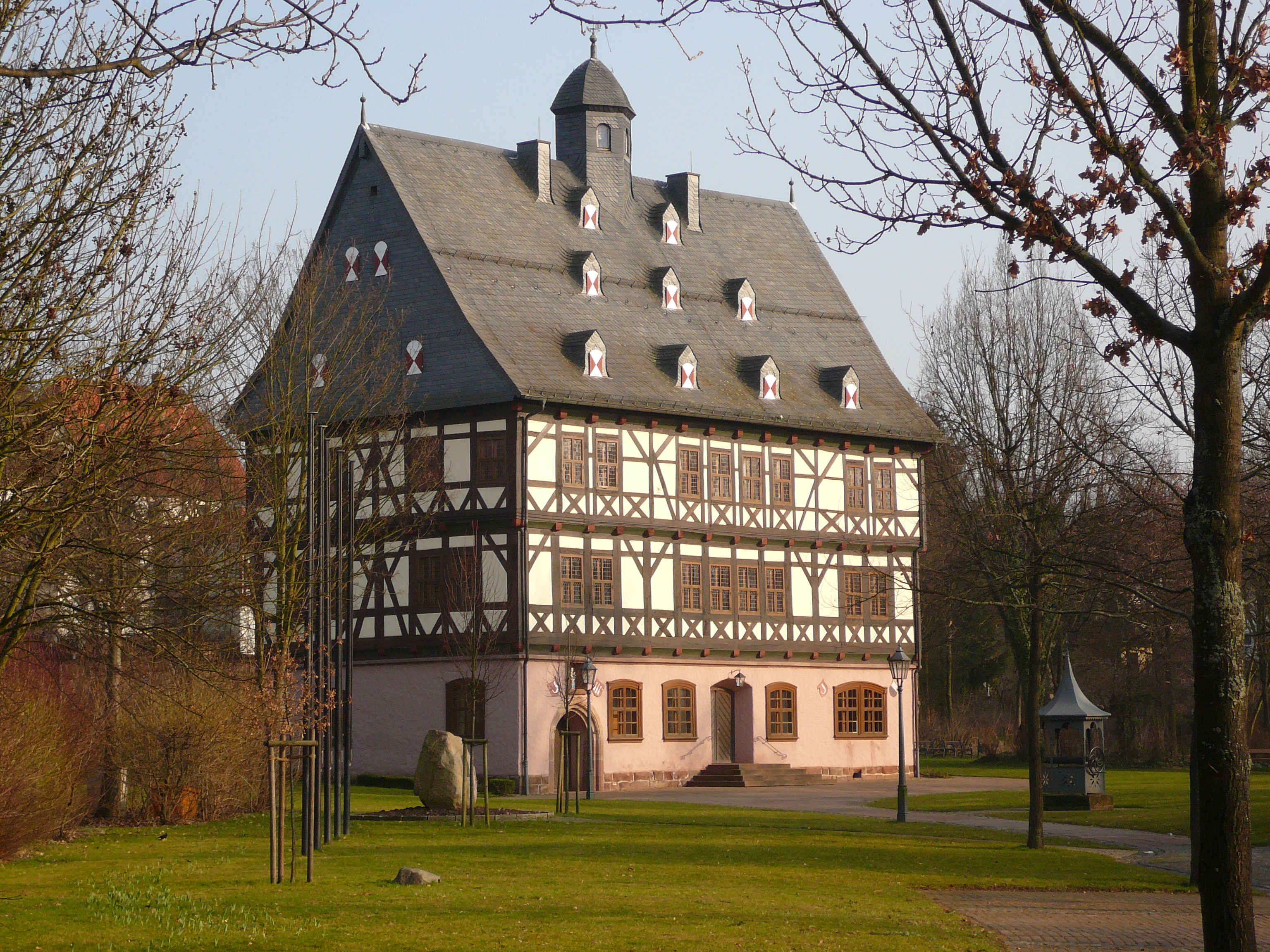
Castell de Gieboldehausen (segle XV)
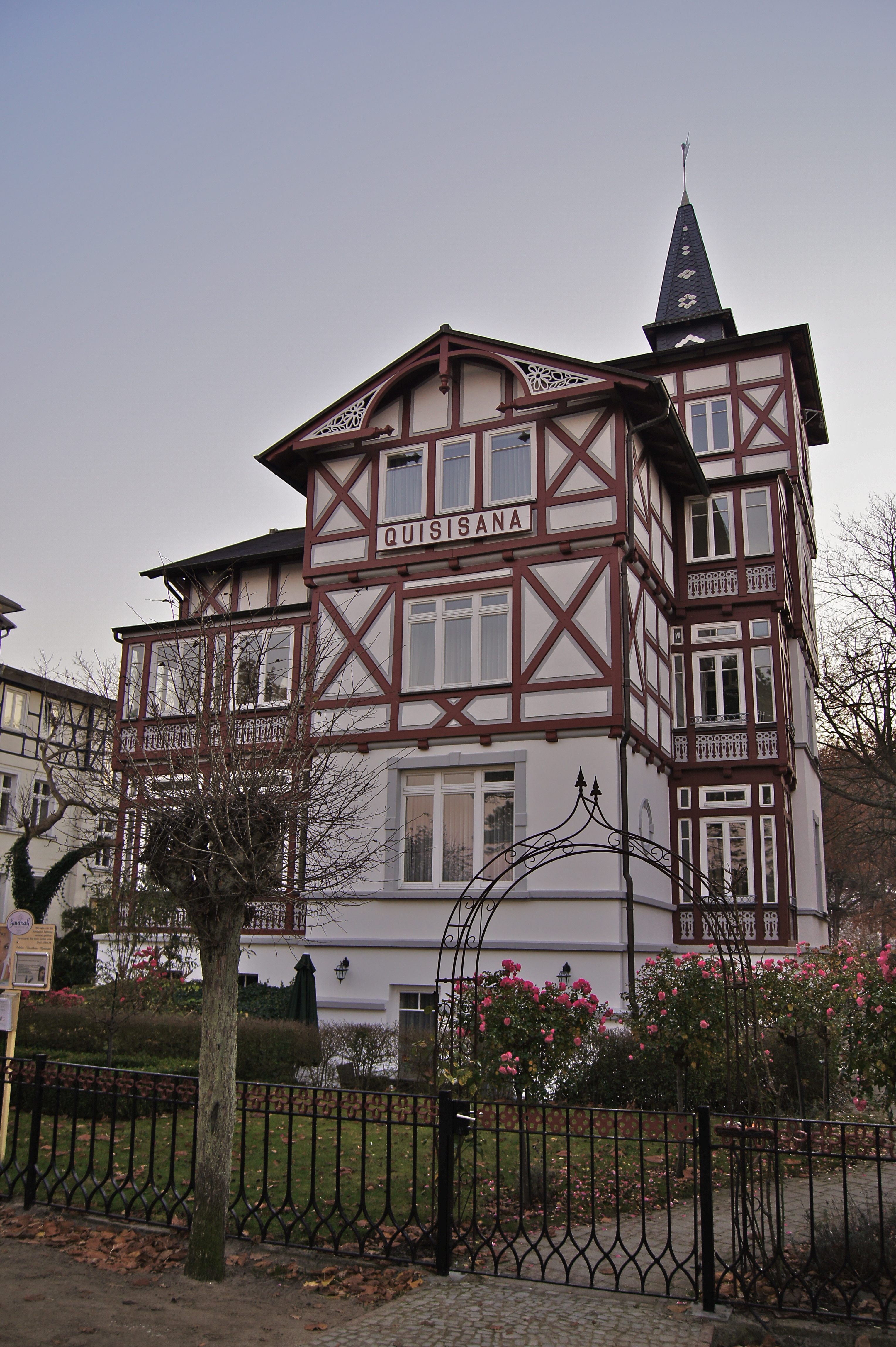
Vil·la Quisisana a Binz (segle xix)
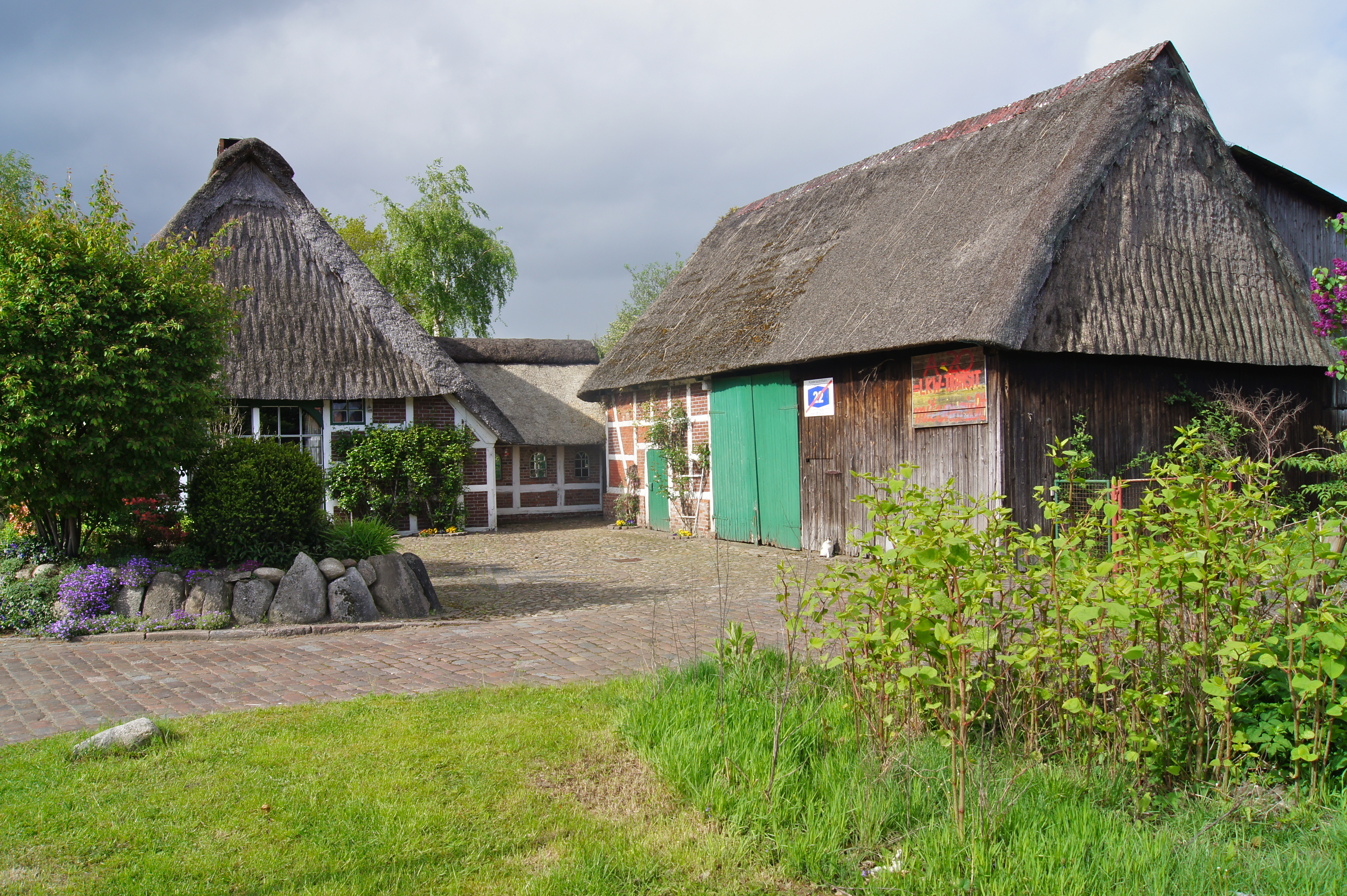
Mas a Hammah
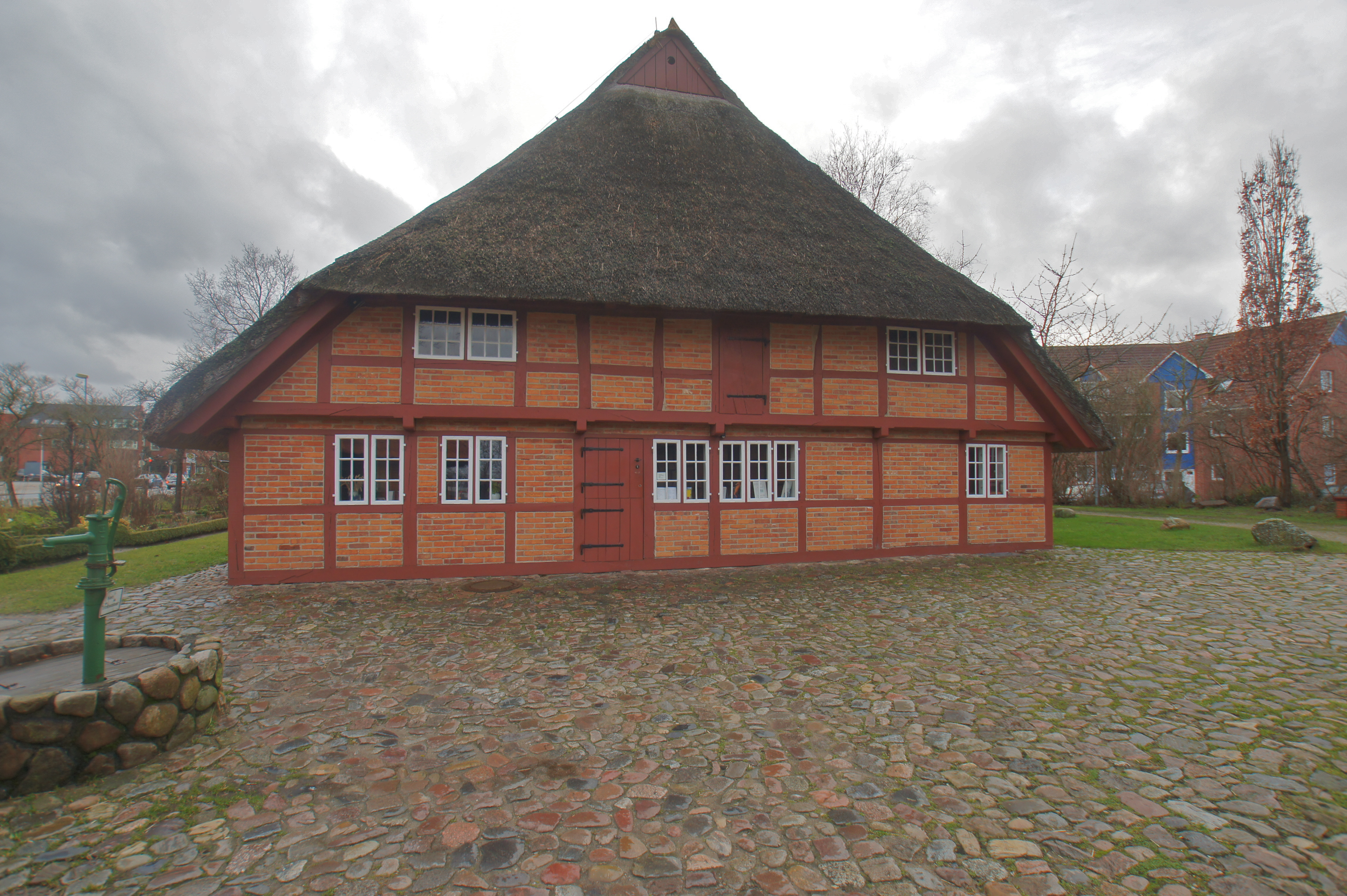
Museu Probsteimuseum a Schönberg
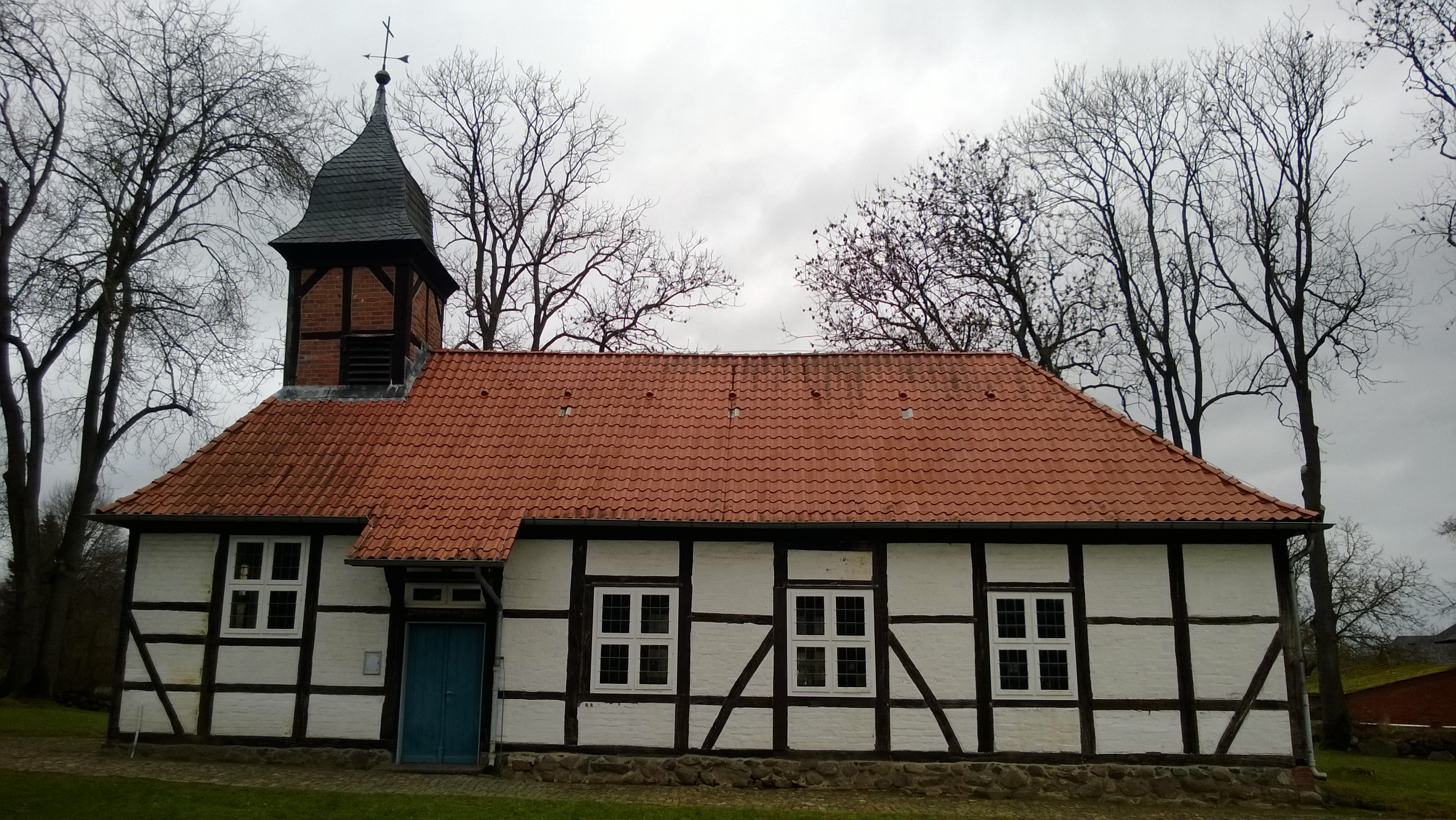
Església de Wietzetze

### Andorra

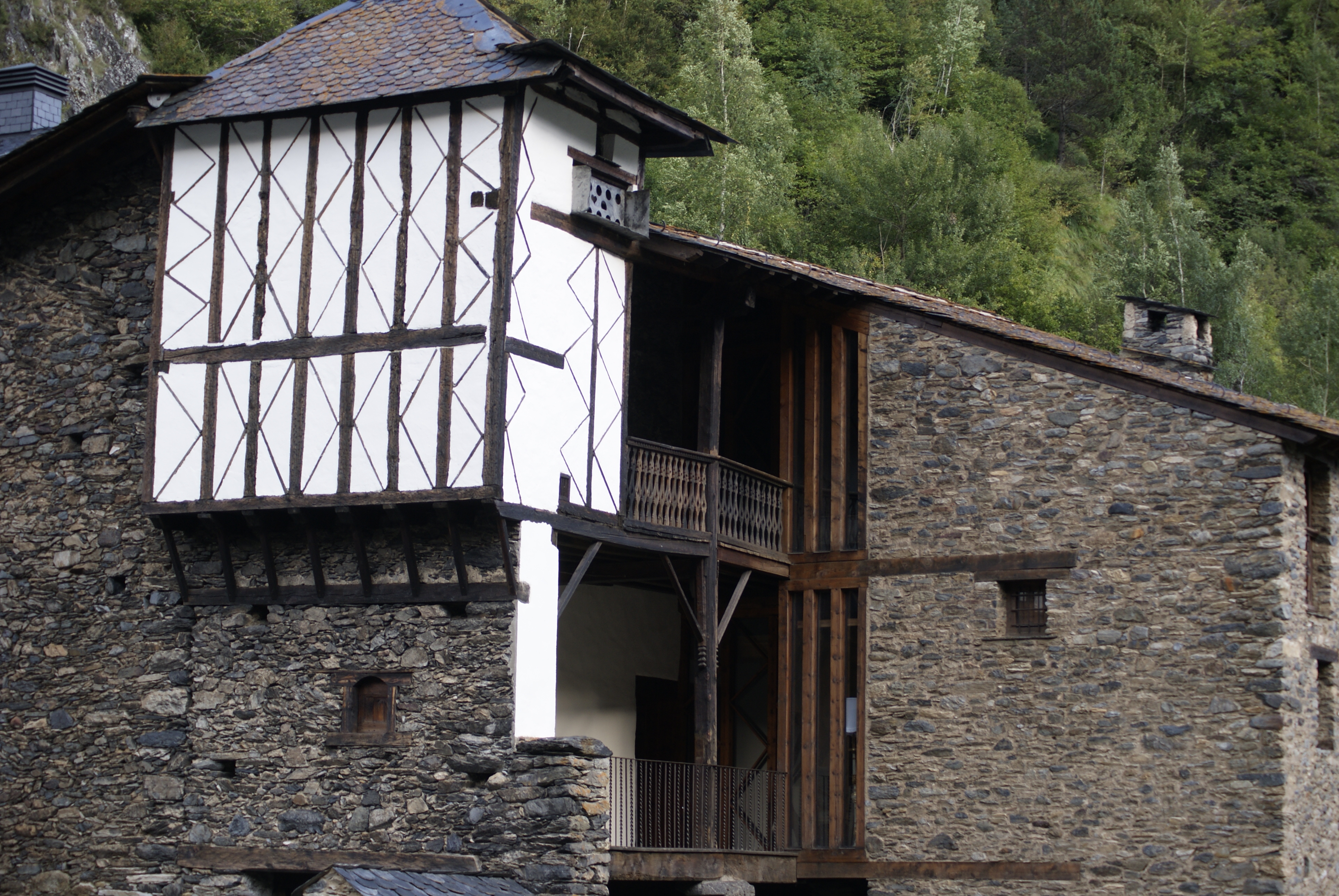
Cal Pal (La Cortinada)

### Bèlgica
Avui, la majoria de les construccions es troben a les províncies de Lieja, Limburg i Luxemburg. A les ciutats era costum construir la planta baixa de pedra natural i la resta de fusta. Una altra variant és una façana principal en pedra i les façanes menys visibles amb entramat de fusta, considerat menys noble. Els museus a l'aire lliure de Bokrijk i del Fourneau Saint-Michel en tenen una col·lecció important, tot i que se'n troben tot arreu a les ciutats i pobles. Contràriament a altres països, no hi ha gaire conjunts complets.

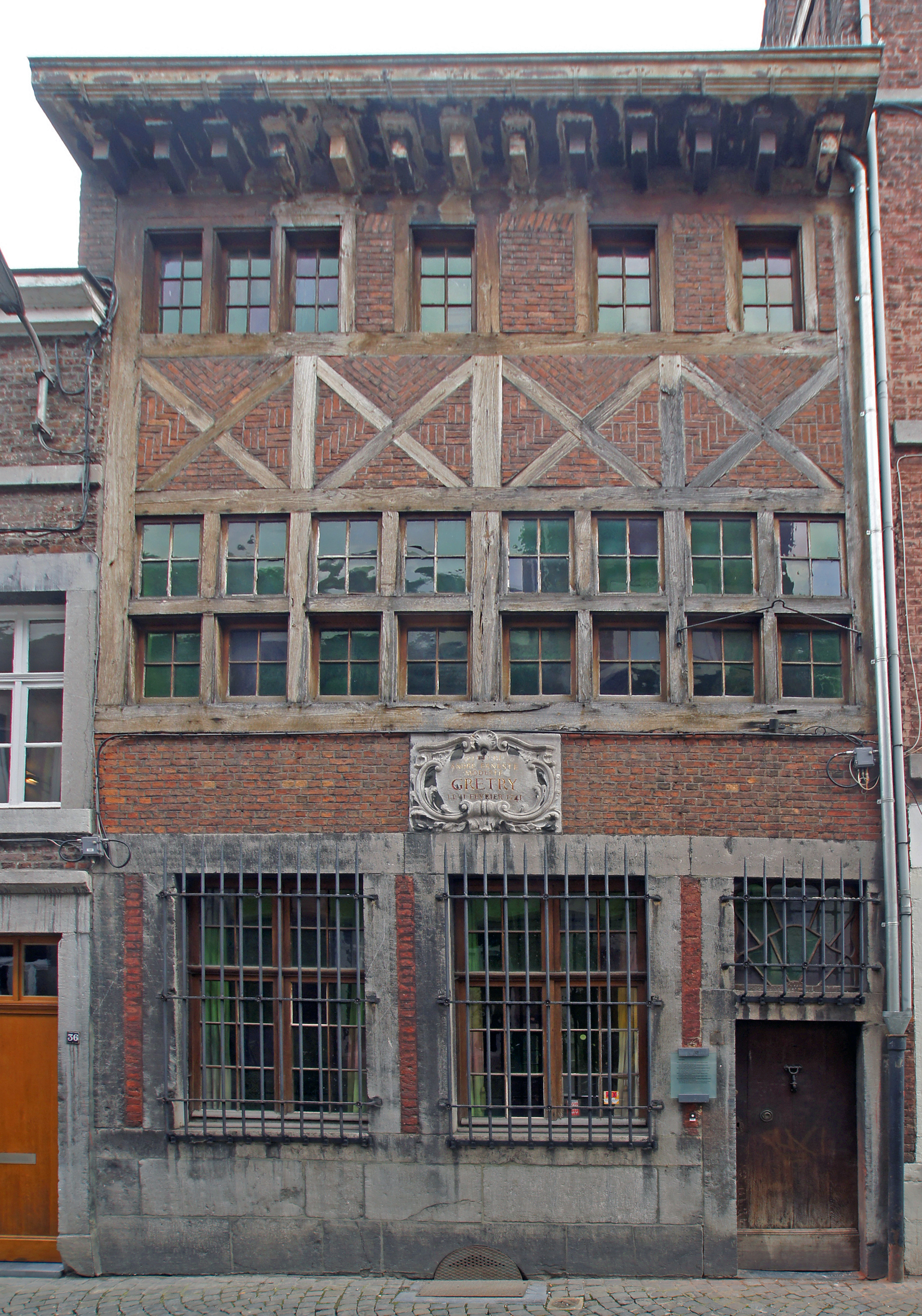
Casa natal d'André Grétry a Lieja
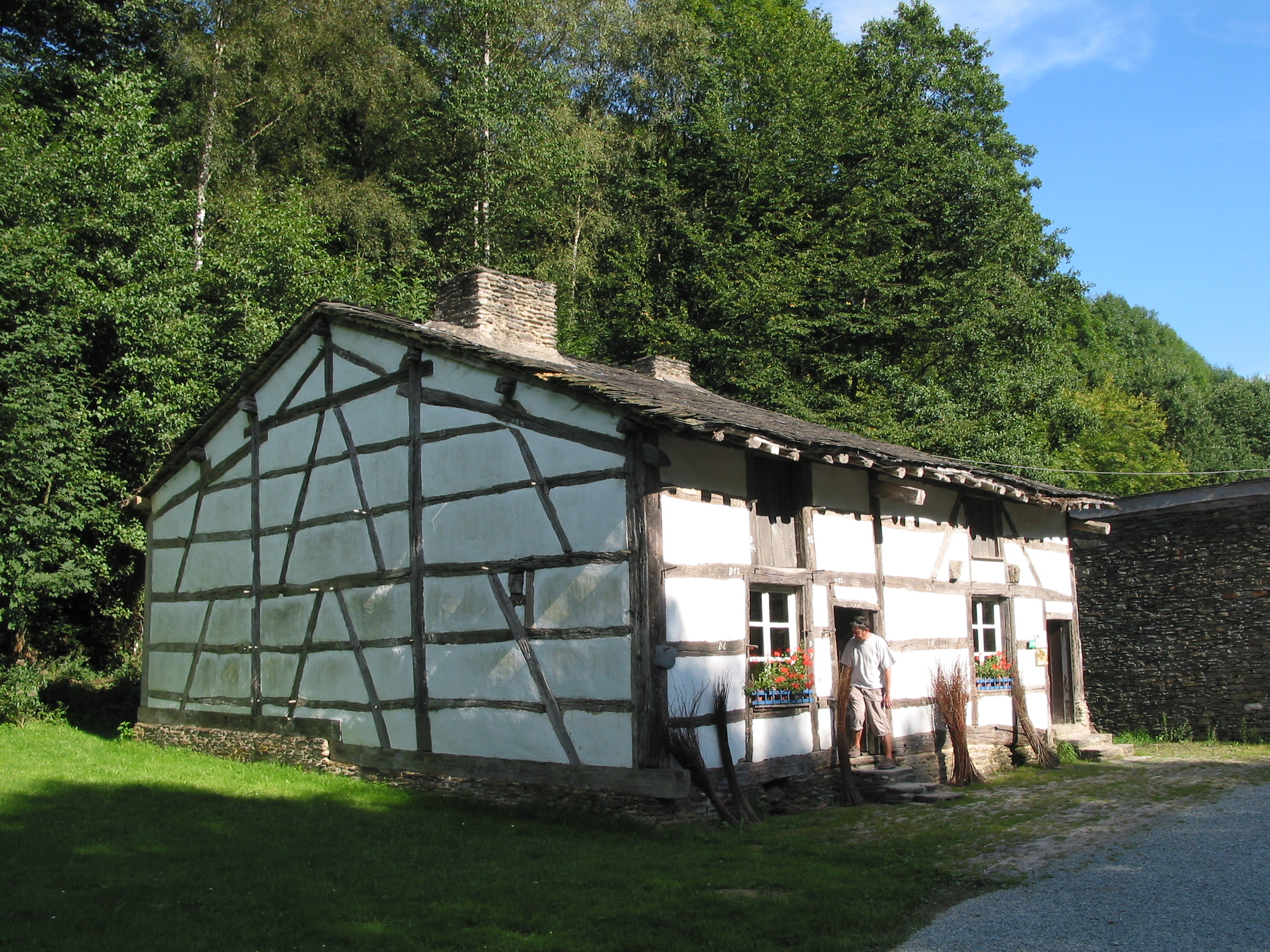
Casa de Sugny (segle xviii), al museu Fourneau Saint-Michel
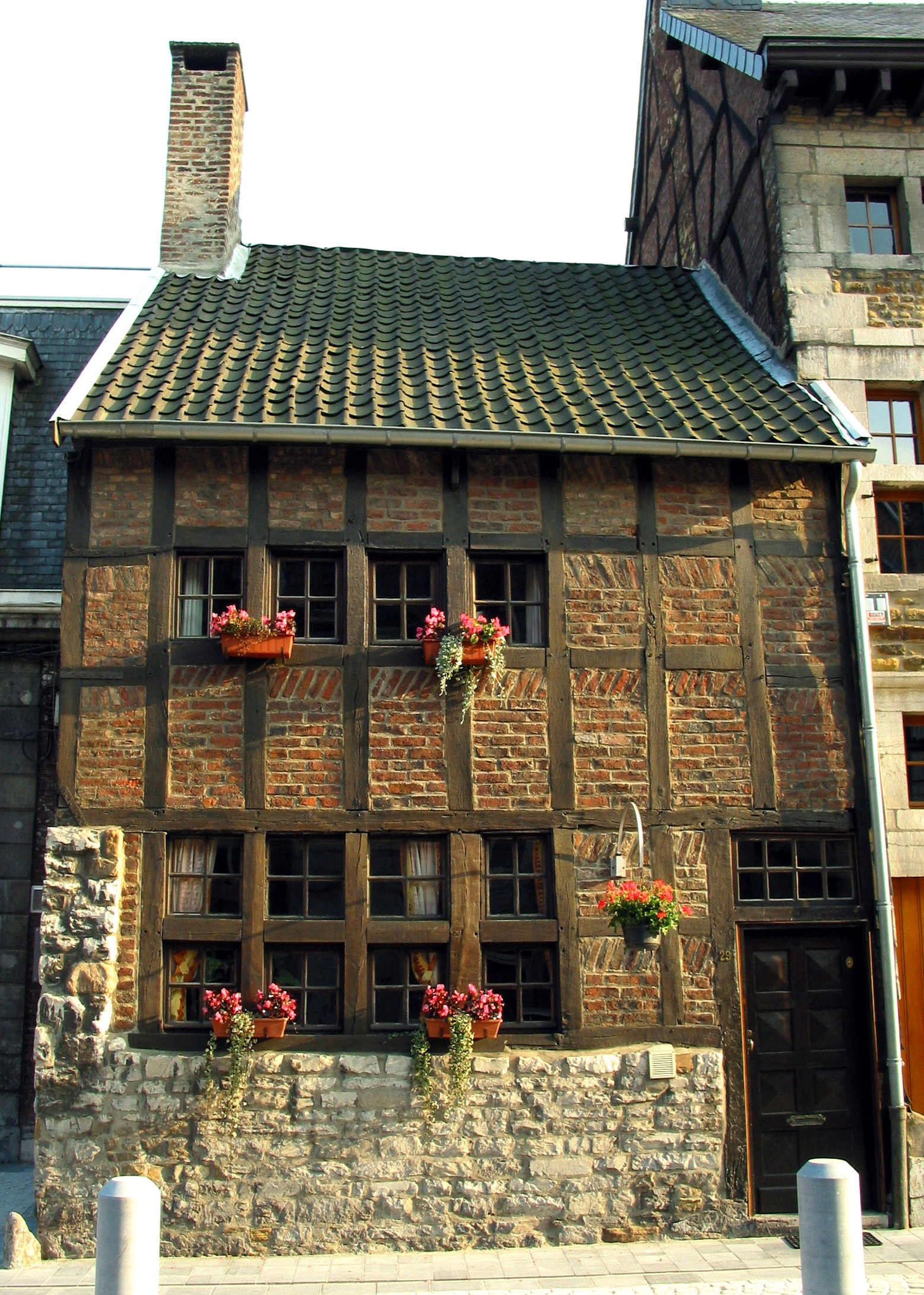
Theux (segle xvii)
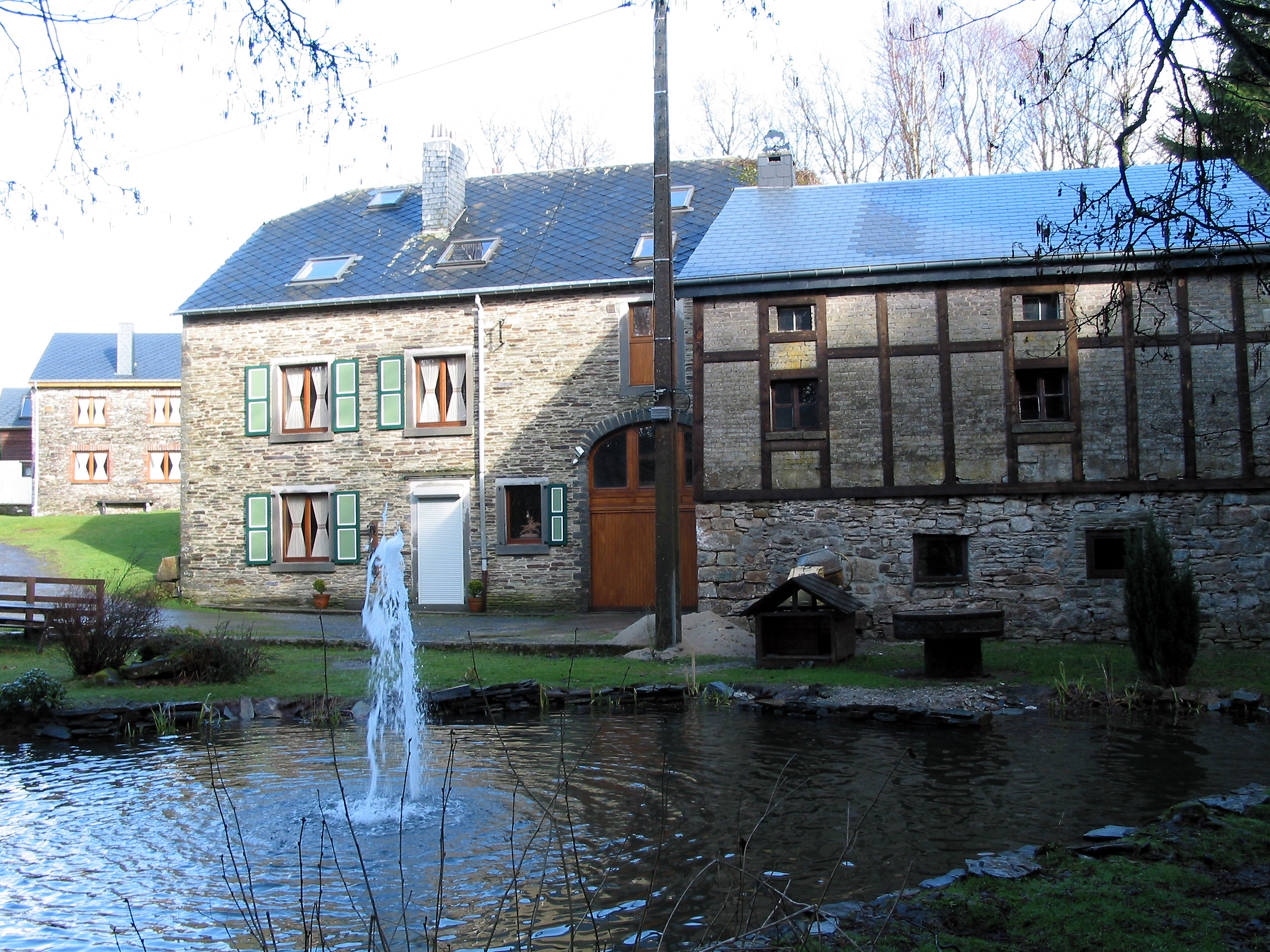
Lierneux, Antic molí d'aigua
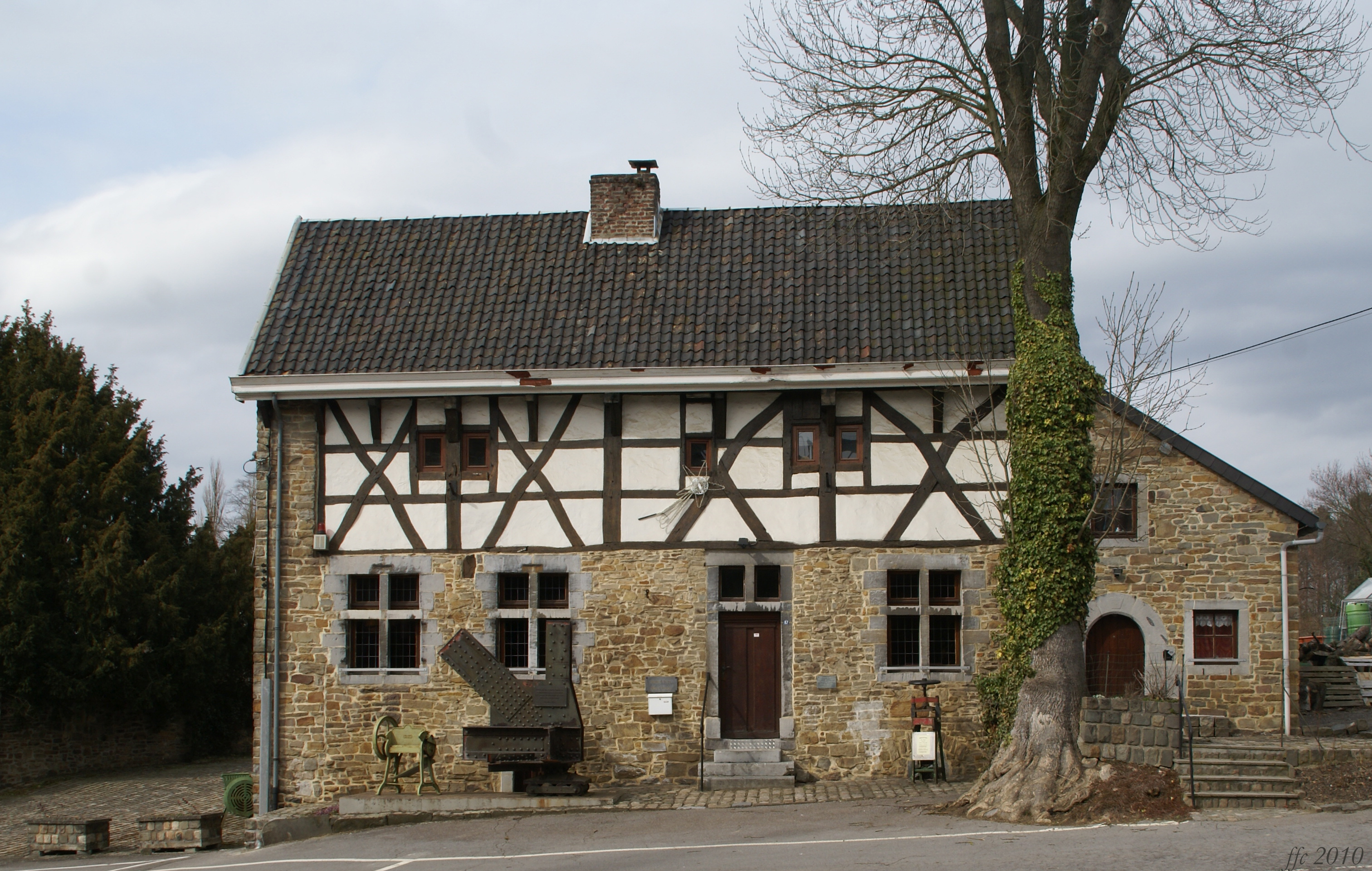
El museu del territori a Moresnet
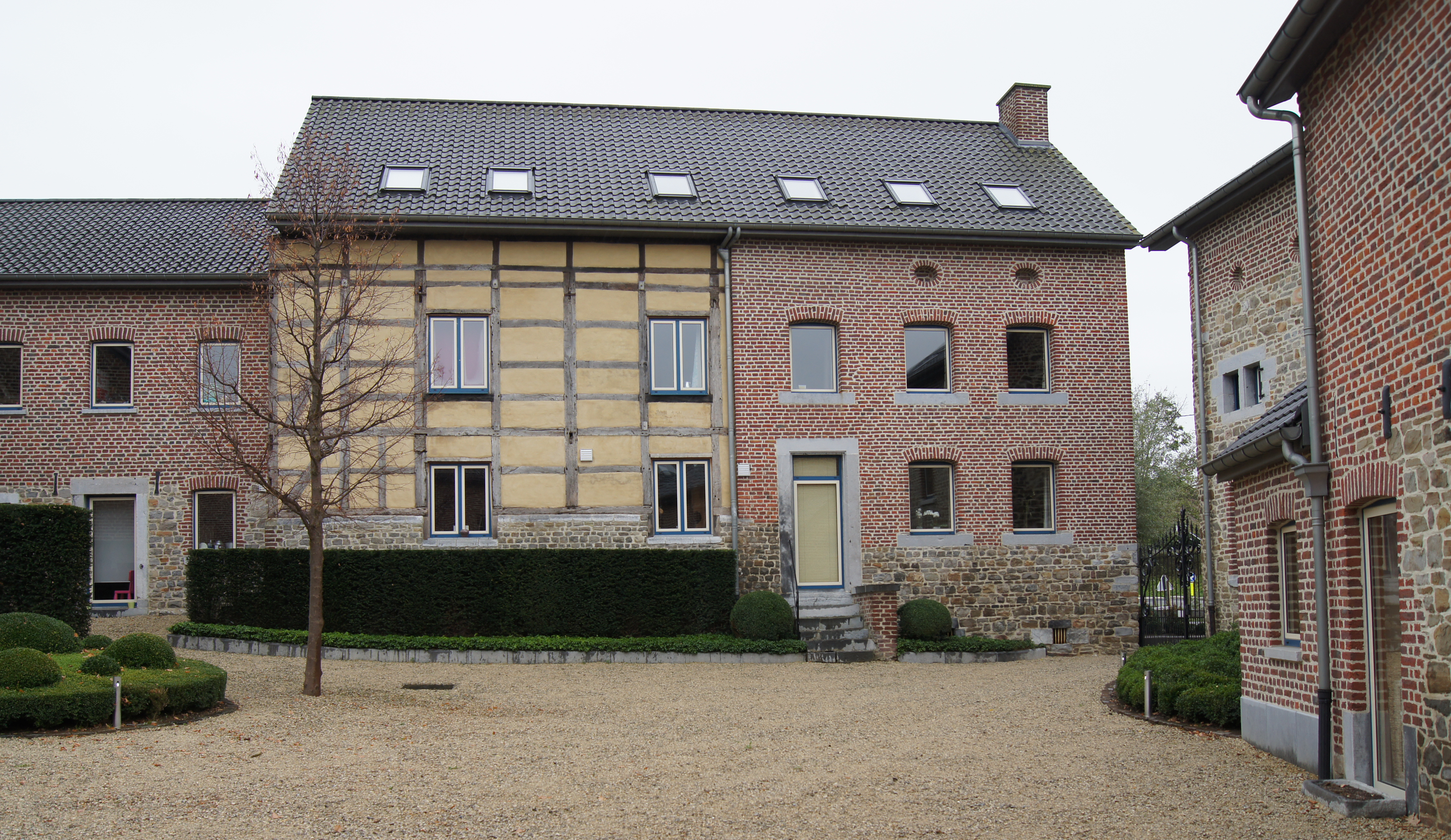
Cases renovades a Trembleur

### França
La tècnica va aplicar-se majoritàriament a Normandia, Bretanya, Borgonya, Xampanya i Alsàcia-Lorena. L'estil de Normandia va influir l'arquitectura anglesa. A les ciutats de Rouen i Troyes es troben encara conjunts de cases ben conservats tot i haver patit importants destruccions durant les dues guerres mundials. La ciutat de Richewihr està empremtada de les seves cases d'entramat de fusta molt riques.

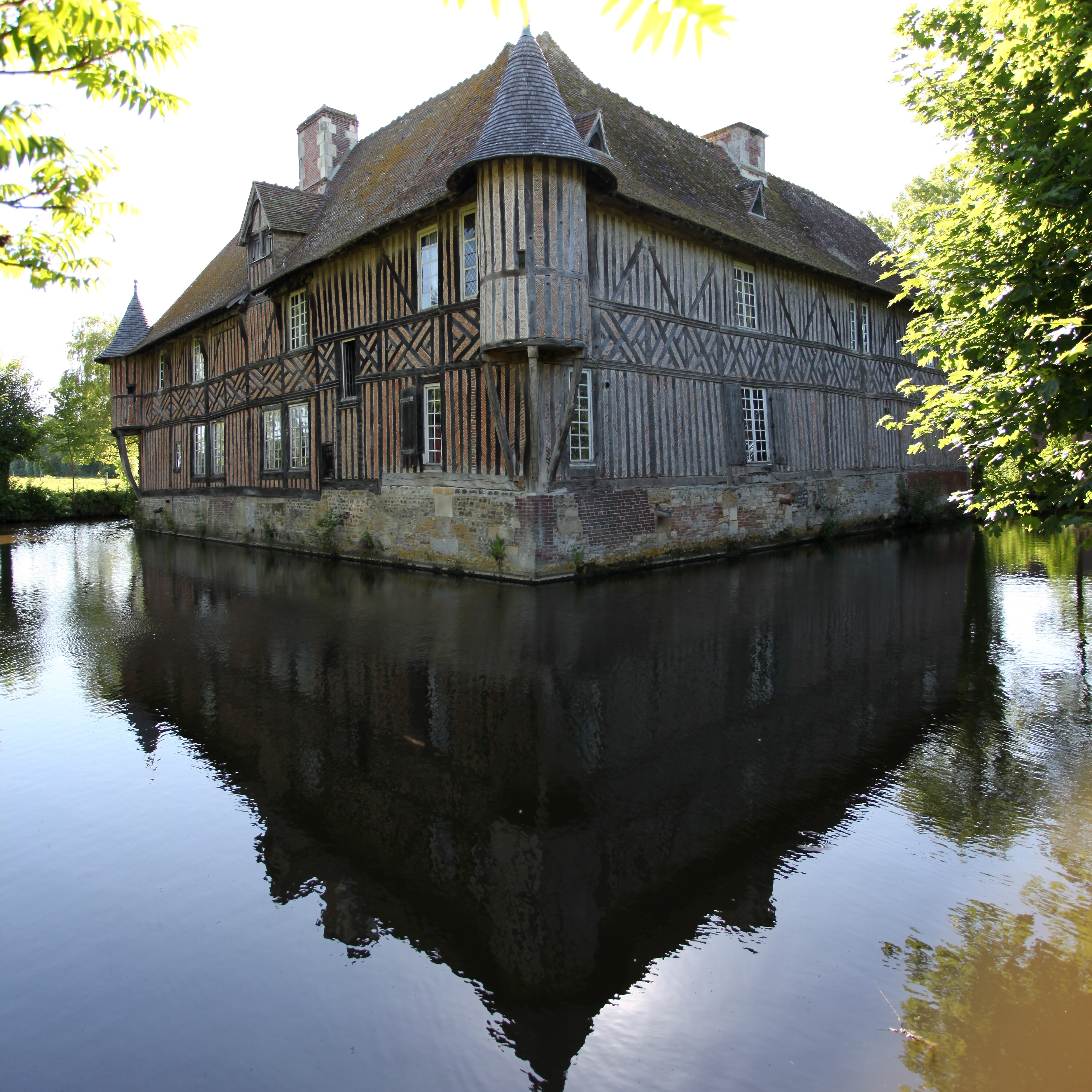
Castell Coupesarte
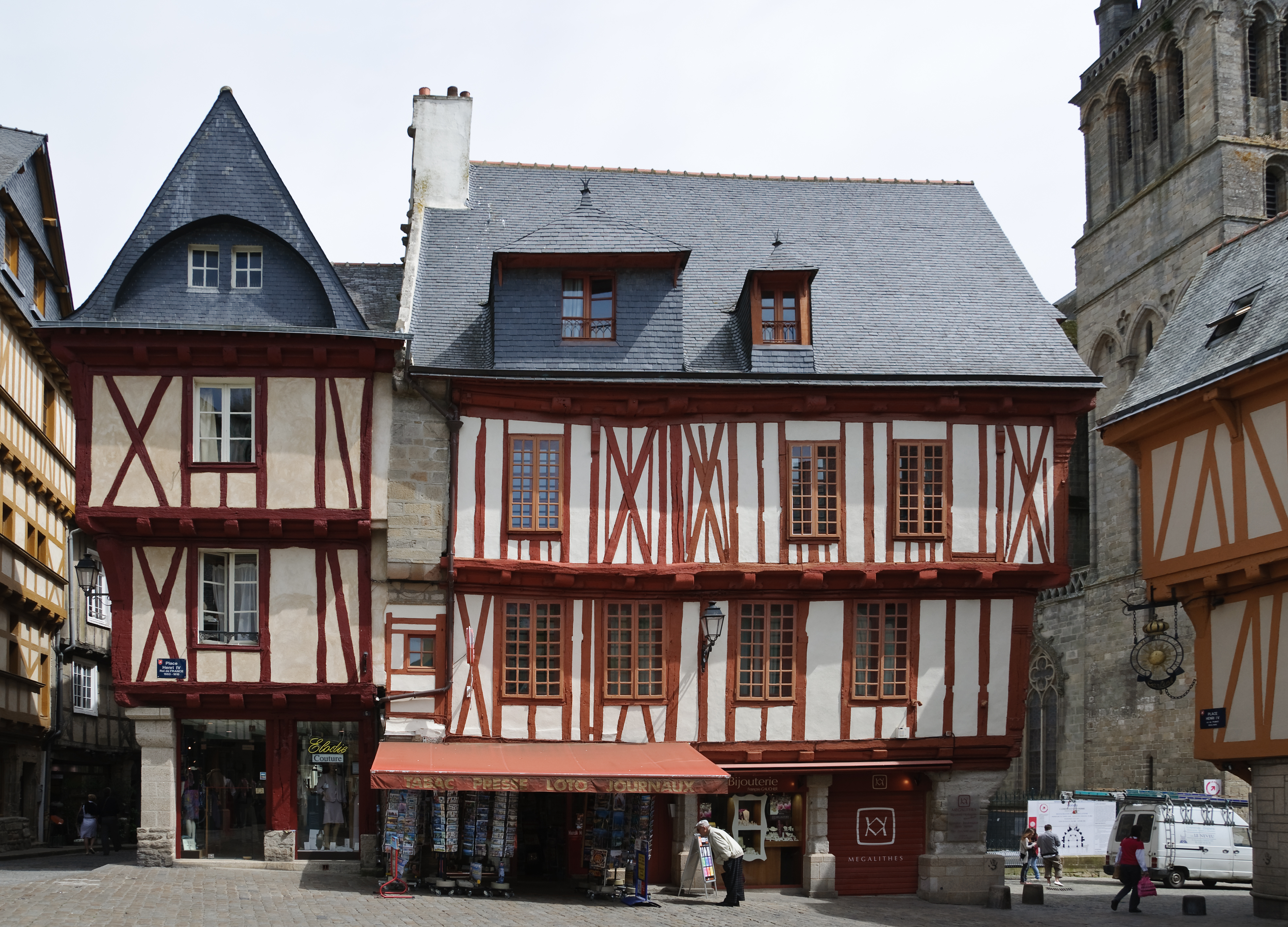
Vannes, Bretanya
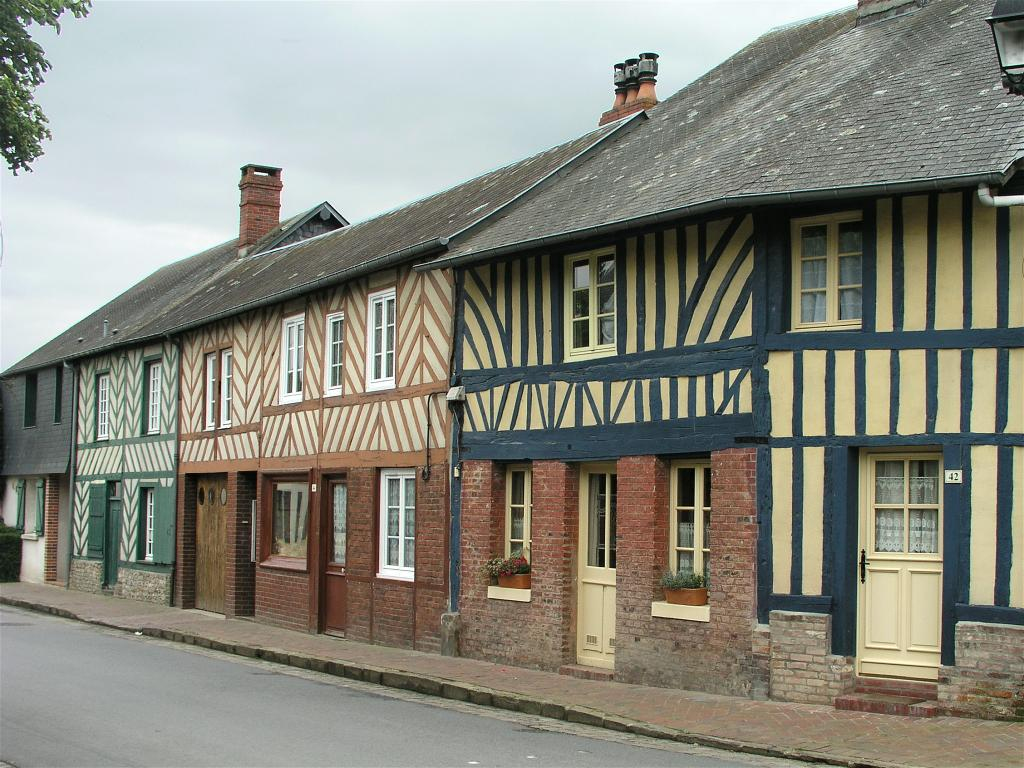
Blangy-le-Château
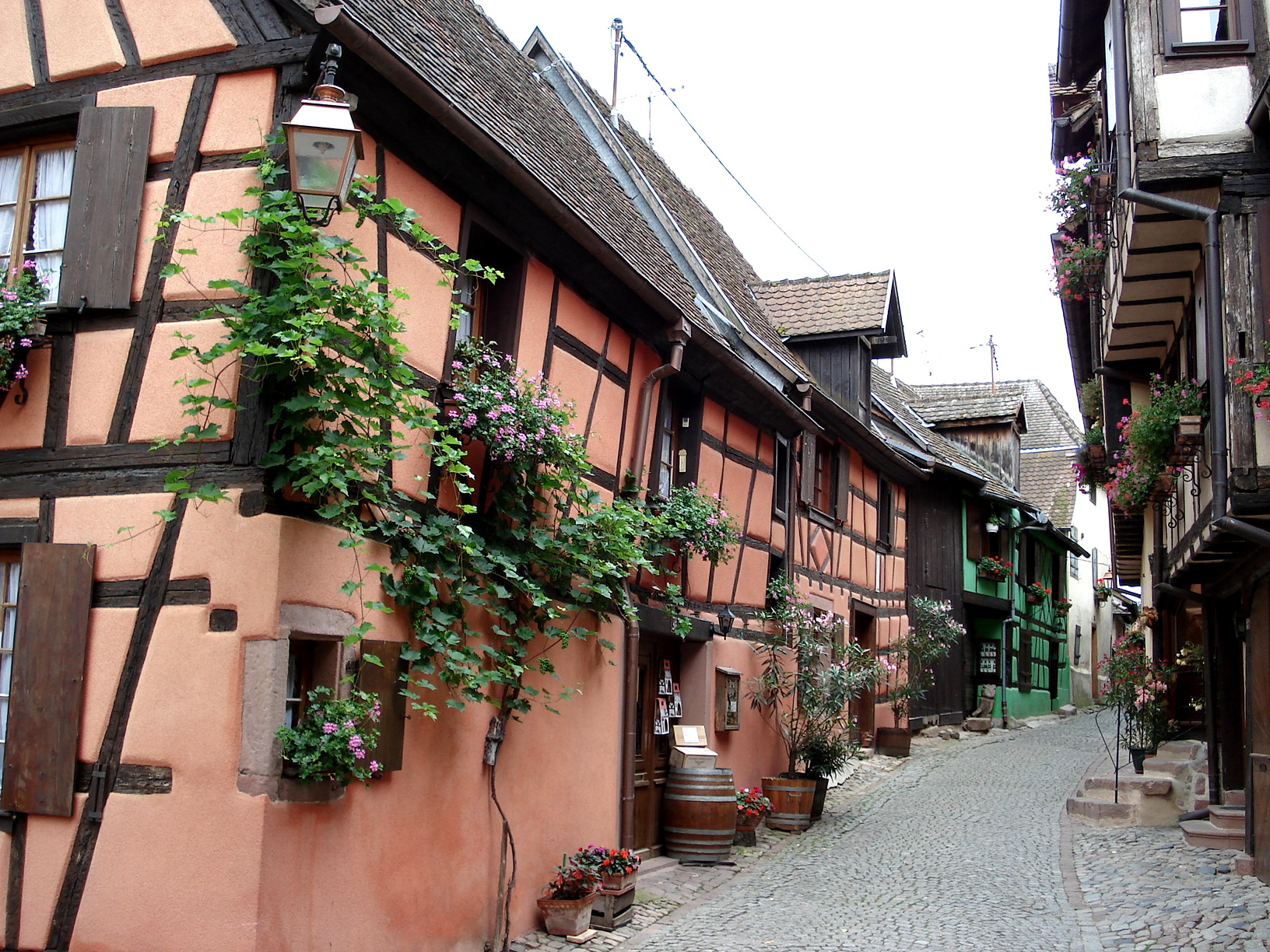
Richewihr, Rue des Remparts

### Polònia
A l'antiga Prússia septentrional, ara Polònia, era una tècnica molt corrent. El mot polonès "mur pruski" significa, traduït, "paret prussiana" i es considera com una cosa típica alemanya. Després de la Segona Guerra Mundial, el sentiment anti-alemany va fer que moltes cases s'estuquessin per a amagar l'entramat.

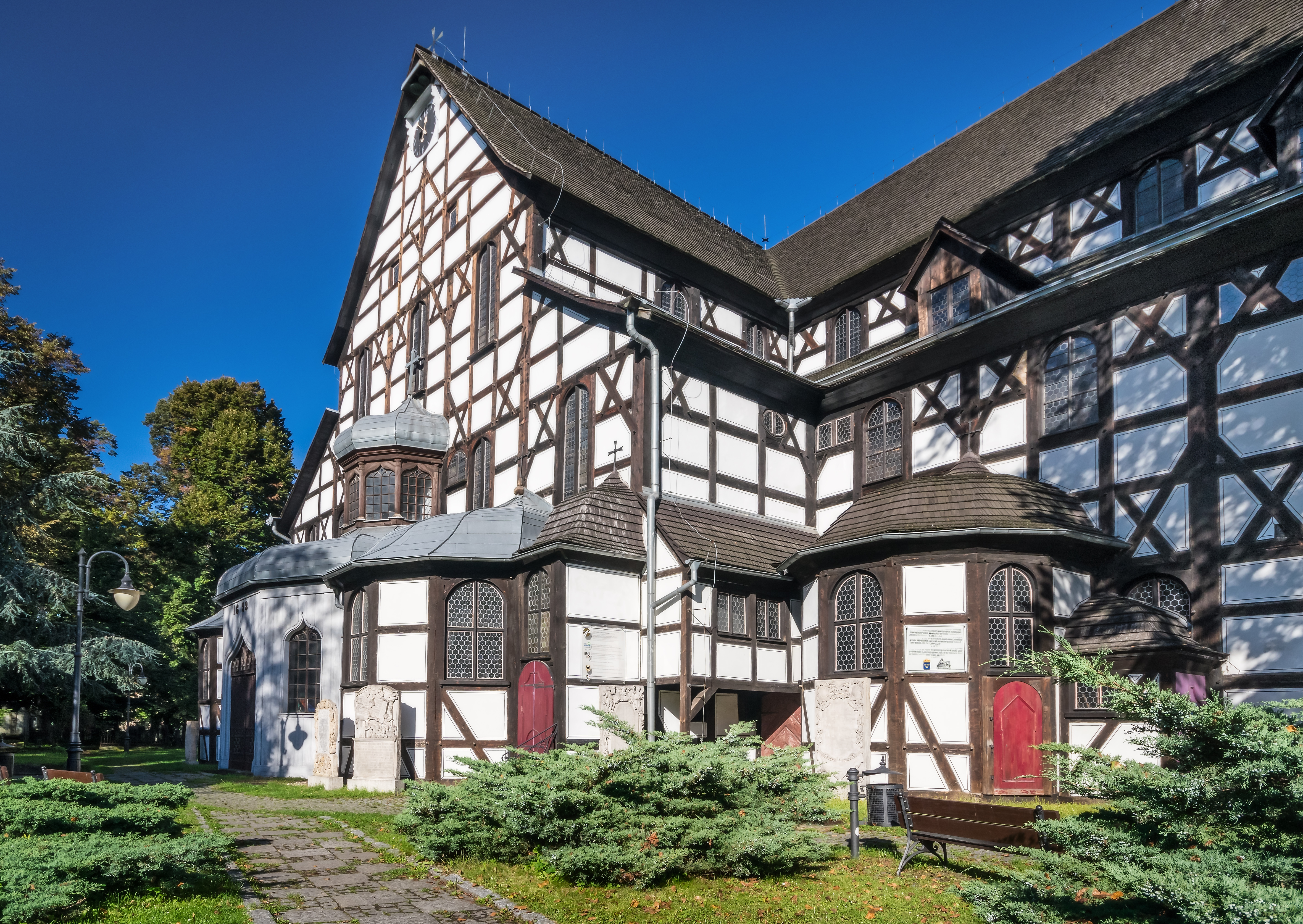
Esglésies de la Pau a Jawor, patrimoni de la humanitat
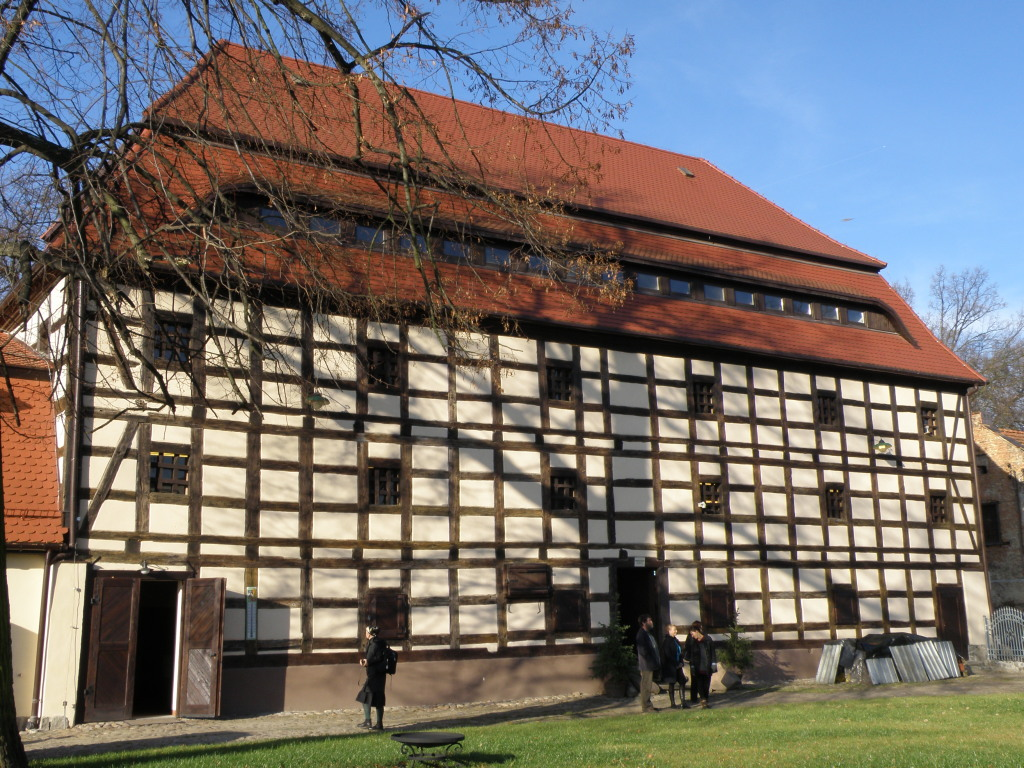
Graner a Galowice
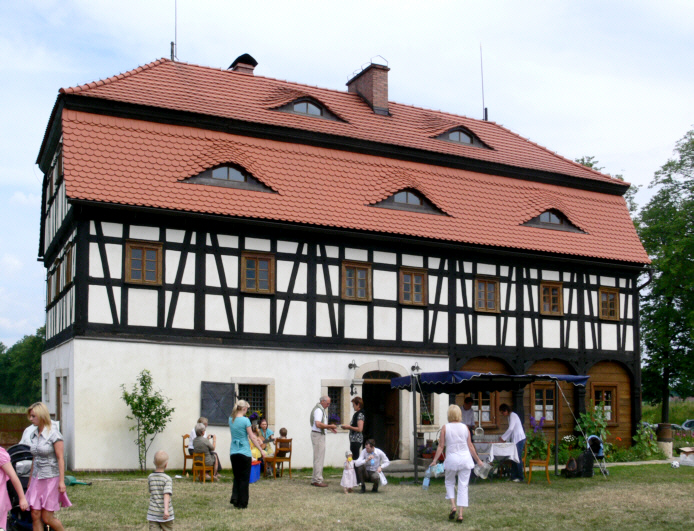
La casa Kolozieja a Zgorzelec

### Regne Unit

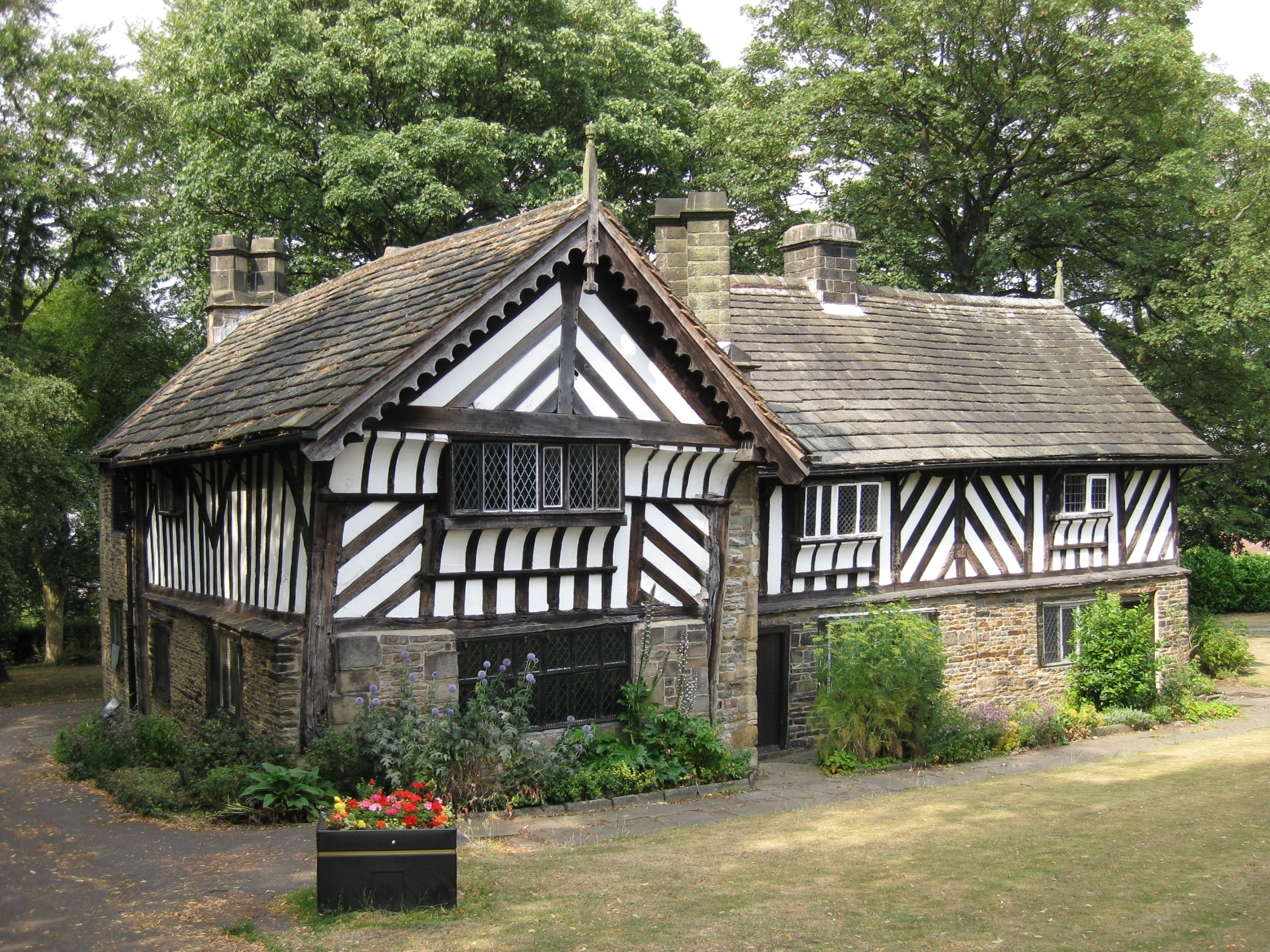
La casa Bishop's a Sheffield, avui un museu
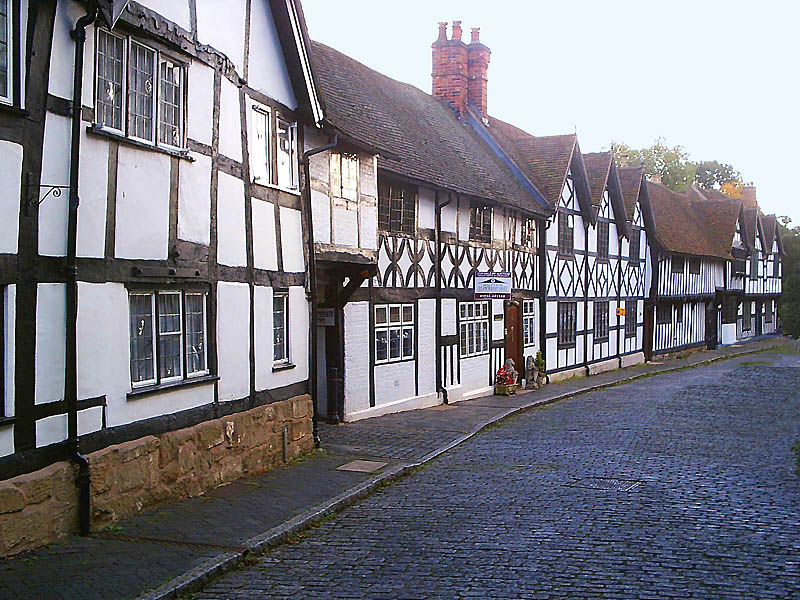
Mill Street a Warwick
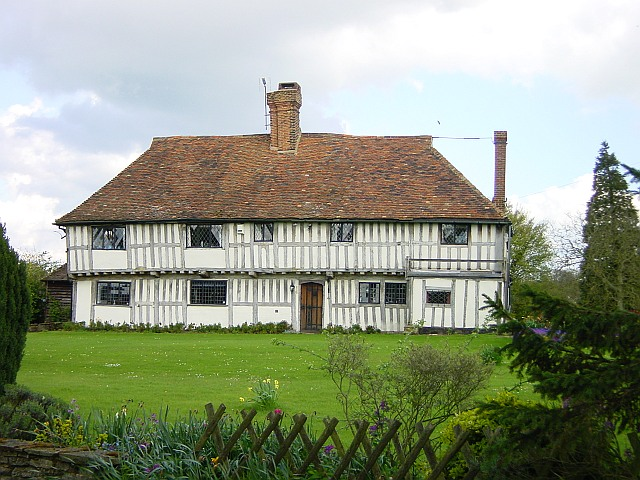
Masia a Wormshill
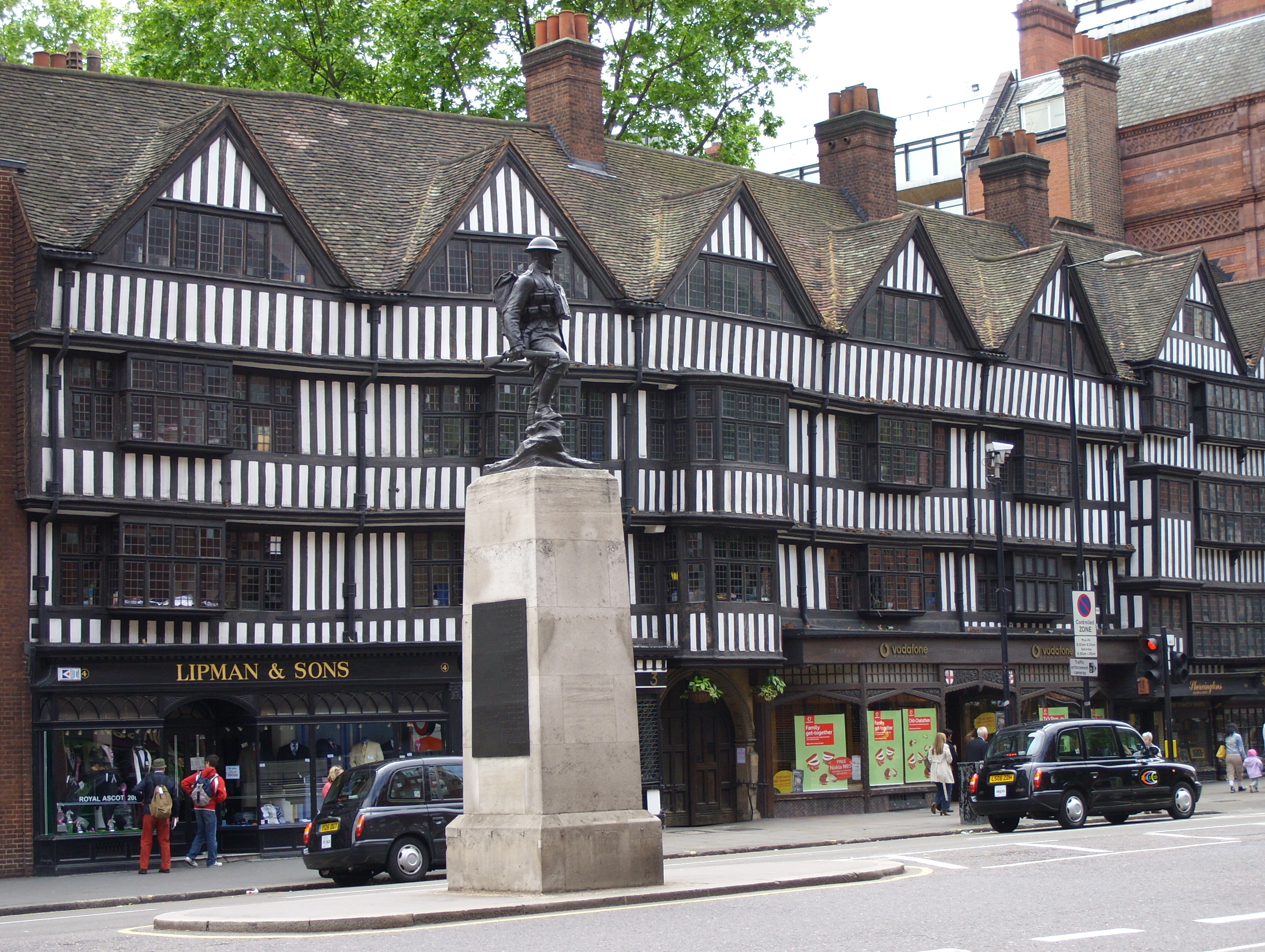
Entramats en estil neotudor a Holborn, Londres

### Construccions modernes

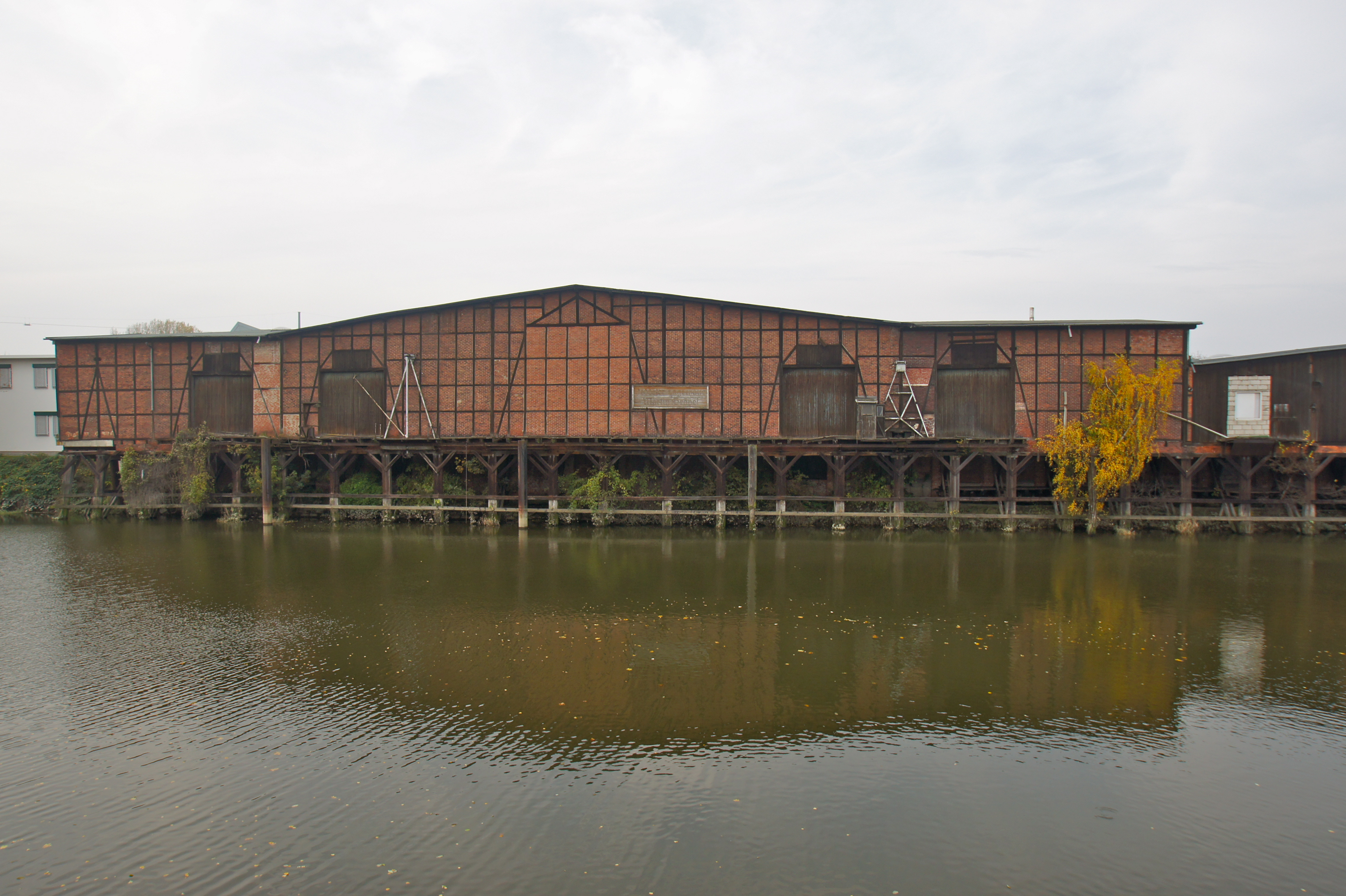
Un magatzem (1910) al Marktkanal a Hamburg
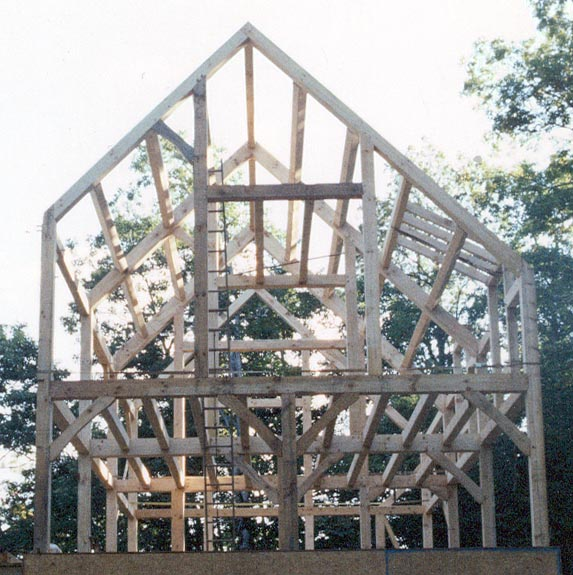
Un esquelet modern a Carolina del Nord (Estats Units)
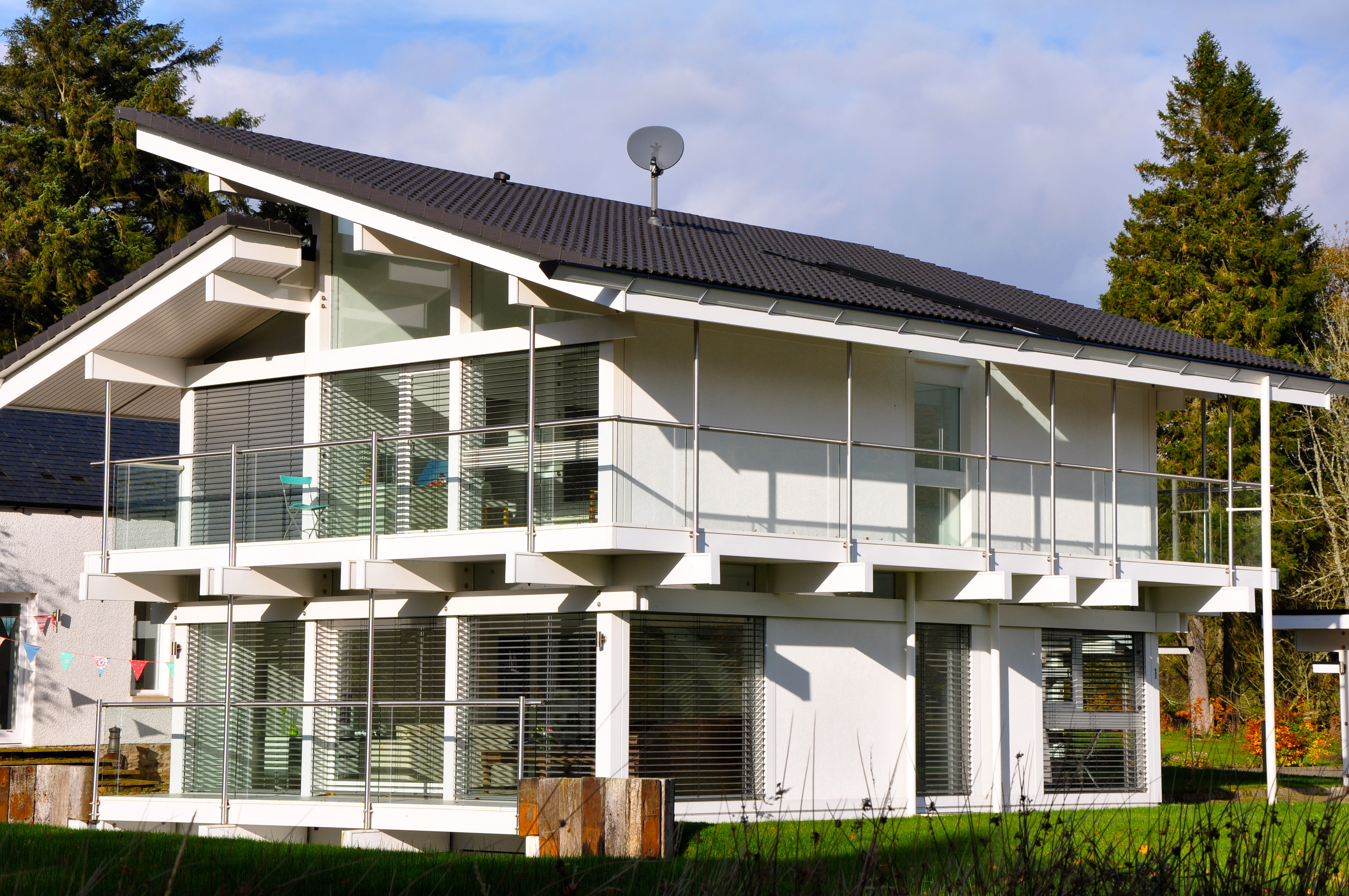
Casa Huf a Escòcia